# AKB48グループ
AKB48グループ（エーケービーフォーティーエイトグループ、英語: AKB48 Group）は、秋元康が総合プロデュースを手掛けるAKB48、および姉妹グループから構成される女性アイドルグループの総称、ブランド名。
同義の名称としてAKBグループ、48グループがある。さらに省略してAKB48G、AKBG、48G、単に48と表現されることもある。またAKB48プロジェクト、AKB48ファミリーと表現されることもある。

## 概要
AKB48には「会いに行けるアイドル」という基本コンセプトが存在し、それを踏襲した姉妹グループによってAKB48グループは形成される。それぞれのグループが専用ないし共用の常設劇場を有し「劇場公演」を実施するほか、販促イベントとして各地で握手会や写真会を開催するなど、共通したフォーマットでの活動を行っている。また、日本国内外の各地域を拠点としており、ローカルアイドルの側面を持つ。AKB48の全国展開は、全国の人にも「会いに行けるアイドル」を体験してもらおうという秋元のアイデアから生まれたとされ、東京まで移動するのが困難な地方在住者でも、近くの劇場に行くことができるというねらいがある。2011年以降は日本国内だけではなく、東南アジアや東アジアを中心にアジア各地でも姉妹グループが発足している（日本国外のグループを参照）。
AKB48グループは所属しているメンバーが多いことが特徴の一つであり、日本国内で255人、日本国外で246人すべて合わせて501人のメンバーが在籍している（2025年8月17日時点、詳細は後述）。
AKB48グループという名称については、AKB48初の姉妹グループ・SKE48が結成された当初より使用されていたわけではない。コンサートのタイトルとしてAKB48グループが初めて使用されたのは、2011年5月24日から6月12日に開催された『見逃した君たちへ〜AKB48グループ全公演〜』であり、AKB48グループの名称の使用は2011年ごろから増加していき、2013年4月ごろより急増している。なお、AKB48グループとAKB48という名称は厳密に使い分けられているわけではなく、AKB48名義の活動や作品であっても姉妹グループのメンバーが参加することで、実質的にはAKB48グループとしての活動や作品となっている場合もある。またAKB48やAKBという名称は、狭義では単一グループとしてのAKB48のことを指すが、広義では姉妹グループを含めたAKB48グループ全体のことを指す（AKB48#「AKB48」の名称適用範囲も参照）。

## 構成グループ
2024年7月現在、日本国内6グループ、日本国外6グループ、計13グループが活動中である。
| グループ      | 結成時期   | 活動拠点     | 活動拠点         | グループカラー | グループカラー                    | 備考                       |
| ------------- | ---------- | ------------ | ---------------- | -------------- | --------------------------------- | -------------------------- |
| AKB48         | 2005年12月 | 日本         | 東京・秋葉原     |                | ピンク                            |                            |
| SKE48         | 2008年8月  | 日本         | 名古屋市・栄     |                | オレンジ                          |                            |
| NMB48         | 2010年10月 | 日本         | 大阪市・難波     |                | ヒョウ柄                          |                            |
| HKT48         | 2011年10月 | 日本         | 福岡市・博多     |                | 黒                                |                            |
| JKT48         | 2011年11月 | インドネシア | ジャカルタ       |                | 赤                                |                            |
| NGT48         | 2015年8月  | 日本         | 新潟市           |                | 白と 赤                           |                            |
| BNK48         | 2017年2月  | タイ         | バンコク         |                | 蘭の色                            |                            |
| STU48         | 2017年3月  | 日本         | 瀬戸内           |                | 水色と白（ボーダー） / 青（文字） |                            |
| MNL48         | 2018年4月  | フィリピン   | マニラ           |                | 青                                |                            |
| AKB48 Team SH | 2018年8月  | 中国         | 上海             |                | 白地に ピンク                     | AKB48の公式姉妹グループ    |
| AKB48 Team TP | 2018年8月  | 台湾         | 台北             |                | マンゴーの色（グラデーション）    | AKB48の公式姉妹グループ    |
| CGM48         | 2019年10月 | タイ         | チェンマイ       |                | 森林をイメージした色              | AKB48とBNK48の姉妹グループ |
| KLP48         | 2024年7月  | マレーシア   | クアラルンプール |                | 緑                                |                            |

| グループ | 活動期間                | 活動拠点 | 活動拠点               | グループカラー | グループカラー                 | 備考       |
| -------- | ----------------------- | -------- | ---------------------- | -------------- | ------------------------------ | ---------- |
| SDN48    | 2009年8月 - 2012年3月   | 日本     | （秋葉原）             |                | シルバー                       |            |
| TPE48    | 2018年3月 - 7月         | 台湾     | 台北                   |                | マンゴーの色（グラデーション） | [ 注釈 5 ] |
| SGO48    | 2018年11月 - 2021年12月 | ベトナム | ホーチミン（サイゴン） |                | 蓮の花の色                     |            |
| DEL48    | 2019年12月 - 2022年7月  | インド   | デリー・インド北部     |                | サフラン色と白                 | [ 注釈 6 ] |

AKB48グループの位置
結成に至らず
- MUM48 - インド・ムンバイを拠点とするグループとして2017年12月27日に結成が発表されたが[23]、2018年7月以降SNSの更新が途絶え、その後公式サイトも閉鎖された。2019年6月のDEL48とMUB48の結成発表に伴う記者会見において、運営会社とのライセンス契約が2018年11月に解約され、企画は白紙となっていたことが公表された[24][25]。
- HNO48、DNA48 - それぞれベトナムのハノイとダナンを拠点とするグループ。SGO48の運営会社がグループの成功を見越した上で、ベトナム国内における展開を構想していた[26]。
- MUB48 - DEL48とともにインド・ムンバイを拠点とするグループとして結成が発表されたが[24]、新型コロナウイルス感染症の流行を受け、活動を開始すること無くDEL48とともにグループの運営を終了した。

構想段階
- SPR48 - 札幌市を拠点とするグループ。構想は2013年夏のAKB48グループ札幌ドーム公演の時点ではあったとされ、秋元も2014年9月には2015年春の発足について言及したことにより、一部メディアで期待を込めた報道もされたが[27]、実際のグループ立ち上げに関する活動は示されていない。なお、AKSは「SPR48」を商標登録している[28]。
- そのほか、沖縄[29]、シンガポール[30]、マレーシアを拠点としたグループの構想が秋元の口から語られたことがあり、「米国や南米も興味を示してくれています」とも言っている[31]。

### 定義
「AKB48グループ」という呼称は、場面や受け手によって使い方や解釈はさまざまであり、以下のようなものがある。
1. AKB48・SKE48・NMB48・HKT48・NGT48・STU48・JKT48・BNK48・MNL48・AKB48 Team SH・AKB48 Team TP・CGM48・KLP48、活動を終了したSDN48・SGO48・DEL48、運営の見直しが行われるまでのSNH48を指す。これが通常「AKB48グループ」を意味する場合の最大範囲である。
2. 1のうち、日本国外のグループを除いたもの[32]。日本国内と日本国外のグループでは活動がしばしば分割され[32]、「AKB48グループ」としてのコンサートや選抜総選挙、じゃんけん大会のような大規模なイベントは、日本国内のグループだけで行われることがほとんどである。
3. 1に加えて派生ユニットやメンバーのソロ活動を意図的に含めたもの。
4. 1 - 3のいずれかに坂道シリーズ（乃木坂46、櫻坂46〈旧欅坂46〉、吉本坂46、および日向坂46〈旧けやき坂46〉の総称）を含める広義的な解釈もある。詳細は後述する。

### 関連グループ
OJS48
OJS48（オージェイエス フォーティーエイト）は、元刑事や元警察官の男性16名によって構成されるユニットであり、「OJS」はおじさん（OJiSan）の略である。秋元康プロデュースにより、2010年10月13日にビクターエンタテインメントからシングル「深呼吸」を発売した。以降はAKB48グループのイベントや握手会の警備を担当する部門となっている。
「深呼吸」歌唱メンバー
大治一雄、畑原香苗、丸尾保之、水船進、吉川昇一、山田賢治、杉谷博、瀬古安秀、江口幸徳、高木勇伸、田口康行、松本幹夫、村部光義、清水親、坪内信行、中谷満男
IZ*ONE
『PRODUCE 48』において結成されたグローバルガールズグループであり、AKB48グループから3名が参加していた。

### AKB48グループでないもの
上記の「関連グループ」のほか、AKB48グループでないものとして以下のようなものがある。
坂道シリーズ
乃木坂46は、AKB48の「公式ライバルグループ」として秋元康プロデュースにより結成された。関連グループの欅坂46（現、櫻坂46）結成に際し、「坂道シリーズ」の総称が使用されるようになった。詳細は後述する。
SNH48グループ
- SNH48 - 中国・上海で2012年10月にAKB48の姉妹グループとして秋元康プロデュースにより結成されたが、2016年6月に契約違反による運営の見直しを発表してからは関係が解消され、SNH48側では独立の姿勢をとり、AKB48グループとして扱われることはなくなった。
- BEJ48、GNZ48など - これら2グループに関してはAKSにより無関係であることが公式に報告されている。SNH48と異なり、これらに関しては秋元康プロデュースであった事実はない。その後、SHY48、CKG48を結成し、規模を拡大している。

=LOVE、≠ME、≒JOY
指原莉乃が代々木アニメーション学院と共同プロデュースしているアイドルグループ。=LOVEはAKB48グループの番組にも出演したことがある。
ラストアイドル
秋元康が企画した同名オーディション番組から誕生。
22/7
秋元康プロデュースの「デジタル声優アイドル」。
僕が見たかった青空
乃木坂46の「公式ライバルグループ」として秋元康プロデュースにより結成。
命名規則を借用した非公式なグループ
下記は命名規則を借用して非公式に作られたグループで、AKB48グループとは実質的に別物である。非公式なグループの登場は、AKB48グループのルーツである東京パフォーマンスドールというアイドルグループでも発生した現象である。
- TKB48
  1. 早稲田大学の学生が結成したダンスグループ。「TKB」は「高田馬場」の略。
  2. GMOとくとくBBが2011年4月1日に行ったエイプリルフール企画。

- LSG48 - 吉本興業の女性芸人ユニット。「LSG」は「ライブスタンドガールズ」の略。
- FKD48 - K-PROが主催するお笑いライブを行うユニット「FKDZ」の旧名。「FKD」は「吹きだまり」の略。
- OFR48 - 入浴施設の女性スタッフによるユニット。「OFR」は「お風呂」の略。
- SBK48 - キンタロー。が主宰する女性芸人（松竹芸能所属）によるユニット。「SBK」は「松竹ブサイク」の略。

## 歴史

### 年表
2005年

| AKB48 |  | NMB48 |
| AKB48 |  | NMB48 |

- 12月8日 - のちにAKB48グループの軸となる女性アイドルグループ・AKB48が秋元康のプロデュースにより誕生した。

2008年
- AKB48の全国進出第1弾として初の姉妹グループとなるSKE48が名古屋市・栄に結成される。中西優香はAKB48から初の移籍メンバーとなる。

2009年
- 6月から7月にかけて、第1回となるAKB48選抜総選挙『AKB48 13thシングル 選抜総選挙』が開催される。候補者はAKB48とSKE48のメンバーであった。
- 8月 - 毎週土曜日の夜 (SaturDay Night) に劇場公演を行う、20歳以上のメンバーによるSDN48が結成される。当時AKB48に所属していた浦野一美、大堀恵、佐藤由加理、野呂佳代は初の兼任メンバーとなる。

2010年
- 10月 - NMB48が大阪市・難波に結成される。

2011年

- 9月 - 第2回となるじゃんけん大会『AKB48 24thシングル選抜じゃんけん大会』で、初めてAKB48以外の姉妹グループメンバーが参加した。
- 10月 - HKT48が福岡市（グループ名は「博多」に由来）に結成される。
- 11月 - 日本国外初となる姉妹グループ・JKT48がインドネシア・ジャカルタに結成される。

2012年
- 3月31日 - SDN48のメンバー全員が卒業し、活動を終了。AKB48グループでは唯一、消滅したグループとなった。
- 8月 - AKB48で2度目となる組閣が実施され、初めて日本国外（JKT48・SNH48）への移籍メンバーが発表されたほか、高橋みなみがAKB48グループ総監督に就任した。
- 10月 - SNH48が中国・上海に結成される。

2013年
- 5月 - 日本国内各グループのチケットセンターを統合したチケッティングサイト「AKB48グループチケットセンター」がサービス開始。
- 5月16日 - 日本国内各グループのネットショップを統合したECサイト「AKB48グループショップ」が開設される。
- 11月 - AKB48グループ合同では初となる公開オーディションイベント『AKB48グループ ドラフト会議』が開催される。

2014年
- 2月24日 - 『AKB48グループ 大組閣祭り〜時代は変わる。だけど、僕らは前しか向かねえ!〜』が開催され、初めてAKB48グループ全体における大規模なチーム再編が行われた。
- 4月 - AKB48グループの握手会の情報を集約したウェブサイト「握手会まとめ（仮）」（のちに「握手会友の会」へ改称）が開設される。
- 4月 - AKB48グループの12チーム対抗で「AKB48グループ ペナントレース」が開始するが、ルールの複雑さやチームごとの公演回数の不公平さなどを理由として同年9月23日をもって中止となる。

2015年
- 5月 - 『第2回 AKB48グループドラフト会議』を開催。
- 8月 - NGT48が新潟市に結成される。
- 12月8日 - 横山由依が2代目AKB48グループ総監督に就任する。

2016年
- 6月9日 - SNH48の現地における運営サイドの契約違反を理由に、運営の見直しなどを図る必要があるとして、AKB48公式サイト上に掲載されていた同グループに関するバナーや広告を削除したことを発表。

2017年

| BNK48 |  | AKB48 Team TP |
| BNK48 |  | AKB48 Team TP |

- 2月 - BNK48がタイ・バンコクに結成される。
- 3月 - 初めて広域の瀬戸内地方7県を拠点としたグループ・STU48が結成される。
- 12月27日 - インド・ムンバイを拠点とするMUM48の結成が発表されるが、運営会社とのライセンス解約により白紙となる。

2018年
- 1月 - 『第3回AKB48グループドラフト会議』を開催。
- 3月10日 - 『AKB48グループ センター試験』が実施され、AKB48・SKE48・NMB48・HKT48・NGT48・STU48・JKT48・BNK48・TPE48メンバーのほか、受験申込をしたファンも参加した。メンバー第1位は向井地美音（AKB48）。
- 3月 - TPE48が台湾・台北に、2011年の結成発表から7年の時を経て発足する。
- 4月 - 定額制動画配信サービス「AKB48グループ映像倉庫」がレコチョクにより提供開始。
- 4月 - MNL48がフィリピン・マニラに結成される。
- 6月 - 韓国のオーディション番組『PRODUCE 101』とAKB48グループを融合させたプロジェクト『PRODUCE 48』が開始、AKB48グループメンバー3名を含むIZ*ONEがデビューした。
- 7月30日 - TPE48の合弁契約およびライセンス契約が解消され、8月26日にAKB48 Team TPとして再始動した。
- 8月 - AKB48 Team SHが中国・上海に結成される。
- 11月 - SGO48がベトナム・ホーチミンに結成される。

2019年
- 1月27日 - AKB48と日本国外6グループによる合同イベント『AKB48 Group Asia Festival 2019 in BANGKOK Presented by SHANDA GAMES』が開催される。
- 4月1日 - 向井地美音が3代目AKB48グループ総監督に就任する。
- 10月 - BNK48と同じくタイを拠点とするCGM48がチェンマイに結成される。
- 12月 - デリーがあるインド北部を拠点とするDEL48が結成される。

2020年
- 4月1日 - AKB48グループの運営会社であるAKSが社名を「Vernalossom（ヴァーナロッサム）」に変更し、グループに関するマネジメント業務から撤退。AKB48・HKT48・NGT48の運営会社が新設され、日本国内の各グループはそれぞれ独立して運営を行うことになった。
- 11月30日をもってAKB48グループショップが営業を終了し、各グループのグッズ販売はそれぞれが開設したオフィシャルショップに移管された。

2021年
- 9月30日をもってAKB48グループチケットセンターでのSKE48のチケットの取り扱いを終了した。
- 12月22日をもってSGO48が解散。

2022年
- 7月をもってDEL48が活動を終了。

2023年
- 12月31日、「AKB48劇場大晦日公演〜年忘れアイドルの歌2023〜」にて、3代目総監督の向井地美音が次期（4代目）総監督として、倉野尾成美を指名した。

2024年
- 1月1日、KLP48がマレーシア・クアラルンプールに結成される。
- 3月17日 -  倉野尾成美が4代目AKB48グループ総監督に就任する。

### 開始事項の時系列
各グループとも、劇場公演を開始したのちにCDデビューという順で活動していたが、BNK48とSTU48、MNL48では劇場の開設が遅れたこともあり、先行してCDデビューをしている。
| グループ           | AKB48                                                                                     | SKE48                             | SDN48                           | NMB48                          | HKT48                                 | NGT48                             | STU48                                       |
| ------------------ | ----------------------------------------------------------------------------------------- | --------------------------------- | ------------------------------- | ------------------------------ | ------------------------------------- | --------------------------------- | ------------------------------------------- |
| 結成発表           | 2005年7月                                                                                 | 2008年5月30日                     | 2009年5月6日                    | 2010年7月10日                  | 2011年5月1日                          | 2015年1月25日                     | 2016年10月10日                              |
| 第1期生最終審査    | 2005年10月30日                                                                            | 2008年7月30日                     | 2009年6月14日                   | 2010年10月7日                  | 2011年7月10日                         | 2015年7月25日                     | 2017年3月19日                               |
| お披露目・活動開始 | 2005年12月8日 （劇場公演）                                                                | 2008年8月23日                     | 2009年8月1日 （劇場公演）       | 2010年10月9日                  | 2011年10月23日                        | 2015年8月21日                     | 2017年3月31日 2017年5月3日                  |
| 劇場初公演         | 2005年12月8日 『PARTYが始まるよ』                                                         | 2008年10月5日 『PARTYが始まるよ』 | 2009年8月1日 『誘惑のガーター』 | 2011年1月1日 『誰かのために』  | 2011年11月26日 『手をつなぎながら』   | 2016年1月10日 『PARTYが始まるよ』 | 2019年4月16日 『GO! GO! little SEABIRDS!!』 |
| デビュー           | インディーズ： 2006年1月6日 「桜の花びらたち」 メジャー： 2006年10月25日 「会いたかった」 | 2009年8月5日 「強き者よ」         | 2010年11月24日 「GAGAGA」       | 2011年7月20日 「絶滅黒髪少女」 | 2013年3月20日 「スキ!スキ!スキップ!」 | 2017年4月12日 「青春時計」        | 2018年1月31日 「暗闇」                      |
| 活動終了           |                                                                                           |                                   | 2012年3月31日                   |                                |                                       |                                   |                                             |

| グループ           | JKT48                                                           | BNK48                             | MNL48                             | AKB48 Team SH                                      | AKB48 Team TP                                             | SGO48                            | CGM48                             | DEL48          | KLP48                            |
| ------------------ | --------------------------------------------------------------- | --------------------------------- | --------------------------------- | -------------------------------------------------- | --------------------------------------------------------- | -------------------------------- | --------------------------------- | -------------- | -------------------------------- |
| 結成発表           | 2011年9月11日                                                   | 2016年3月26日                     | 2016年3月26日                     | 2017年10月26日                                     | 2011年10月1日 (TPE48) 2016年3月26日 (TPE48) 2018年7月30日 | 2018年6月21日                    | 2019年6月2日                      | 2019年6月19日  | 2024年1月1日                     |
| 第1期生最終審査    | 2011年11月2日                                                   | 2016年12月18日                    | 2018年4月28日                     | 2018年7月24日                                      | 2018年2月4日 (TPE48)                                      | 2018年11月11日                   | 2019年9月                         | 2019年11月     | 2024年5月                        |
| お披露目・活動開始 | 2011年11月3日                                                   | 2017年2月12日                     | 2018年4月30日                     | 2018年8月8日 2018年10月27日                        | 2018年3月10日 (TPE48) 2018年8月26日                       | 2018年11月17日                   | 2019年10月26日                    | 2019年12月30日 | 2024年7月27日                    |
| 劇場初公演         | 2012年5月17日（仮設） 2012年9月8日（専用） 『パジャマドライブ』 | 2018年5月12日 『PARTYが始まるよ』 | 2020年1月18日 『PARTYが始まるよ』 | 2020年6月7日 『サムネイル』                        | 2020年9月19日 『RESET』                                   | 2020年10月18日                   | 2023年10月6日 『PARTYが始まるよ』 | -              | -                                |
| デビュー           | 2013年2月16日 『Heavy Rotation』 2013年5月11日 「RIVER」        | 2017年8月8日 「Aitakatta」        | 2018年9月 「Aitakatta」           | 2018年12月3日 「LOVE TRIP」 2019年1月14日 『初日』 | 2018年12月25日 「勇往直前」                               | 2019年8月25日 「Heavy Rotation」 | 2020年2月9日 「Chiang Mai 106」   | -              | 2024年8月16日 「Heavy Rotation」 |
| 活動終了           |                                                                 |                                   |                                   |                                                    |                                                           | 2021年12月22日                   |                                   | 2022年7月13日  |                                  |

## 特徴

### 活動方針
メンバーは原則的に各グループが拠点とする地域に在住しながら活動をする。メンバーの活動名は、ほとんどの場合が本名であり、原則として芸名を使用していない。JKT48では本名の一部を省略した活動名を使用している場合がある（JKT48#メンバー参照）。BNK48、MNL48、SGO48、CGM48、DEL48のメンバーは本名も公開しているが、現地に根ざす文化に適応して、ニックネームが主な活動名として使用される。

### グループ名
AKB48グループの各グループ名は、拠点とする都市名や地域名をラテン文字表記に変換し、そこから3文字を抽出して大文字にし、「48」を付加したものとなる。2018年の上海・台北での姉妹グループの再構築においては、AKB48 Team 〇〇というグループ名となっている。
秋元によれば「『おニャン子』とか、何か単語が入ると、古くなる」「商品開発番号みたいなものを作って、無機質にした」とのことである。

### 楽曲制作
AKB48グループは派生ユニットやソロを含めて1,000曲以上を発表している。その大半の楽曲は総合プロデューサーで作詞家の秋元康によって作詞されている。楽曲コンペティション方式で、提出された楽曲を秋元が直接聞き、採用するという「曲先」の形式が基本である。

### 選抜メンバー
AKB48グループは大人数であるため、各グループごとでも所属メンバー全員が揃うことは少ない。グループの活動形態として、おもに劇場公演のメンバーを構成する単位であるチーム制のほかに、シングル表題曲の歌唱メンバーに代表される「選抜メンバー」の制度がある。人数が増えるとCDジャケットにメンバー全員が収まらなくなったことや、音楽番組側の人数削減要請などがあり、この制度が生まれた。選抜メンバーは運営スタッフにより決められており、そのときの状況によって選出されるメンバーは異なるが、シングル表題曲においては選抜常連メンバーが大半を占めている場合もある。特に選抜から外れることが滅多にない主要メンバーは「超選抜」とも呼ばれる。選抜総選挙やじゃんけん大会は、このような状況へのファンの反発から企画された。シングル表題曲の選抜メンバーは、各グループで最少が7人、最多が36人であり、16人から20人程度の選出が多く、第4回以降の選抜総選挙によるシングルや一時期のSKE48、NMB48のほか、HKT48の全期間においては16人で統一されている。
SKE48の結成後に発売された10thシングル『大声ダイヤモンド』以降、AKB48の選抜メンバーには国内外の姉妹グループに所属するメンバーも選出されている。さらに、43rdシングル『君はメロディー』や66thシングル『Oh my pumpkin!』のように周年記念シングルとして発売される際には、数名の卒業メンバーも「選抜メンバー」となる。そういった構造から、AKB48のメンバーはAKB48に所属しているにもかかわらず、AKB48のシングル表題曲の選抜メンバーに選出される機会が少なくなっており、もはや「AKB48」のシングルではなく「AKB48グループ」のシングルであるともいわれる。またキングレコードが主催していたAKB48のシングル劇場盤発売記念大握手会などのイベントには姉妹グループのメンバーも参加していたが、その逆のパターンはない。このように完全な横並びとは言えない関係から、AKB48を「本店」、その他のグループを「支店」と呼称することがある。また「総称としてのAKB48」と区別するため、イベントなどではあえて「AKB48単独」を称したり、ファンらの間では「純AKB」という呼称も用いられている。
こういった実情により、AKB48のファンはAKB48メンバーだけでの活動を支持する者も多く、50thシングル『11月のアンクレット』の選抜発表後にTwitter上では「#AKB48単独シングル希望」という運動が起こった。AKB48単独でのシングルについて運営は「年に1度位はそういうのがあってもいいのかもしれないが、各姉妹グループの新たなファンが興味を持つきっかけになっていることを理解してほしい。（戸賀崎智信）」、「カップリングなどにはあります。ファンの声が盛り上がっていけばシングルもあり得ます!期待していて下さい。（茅野しのぶ）」と回答していた。そうしたなかで、2021年9月29日発売のAKB48の58thシングル『根も葉もRumor』は、AKB48メンバーのみでの歌唱となった。姉妹グループメンバーが歌唱メンバーとして参加しないのは、2010年発売の19thシングル『チャンスの順番』以来約11年ぶりとなる。

### 卒業とグループの持続
AKB48グループには、おニャン子クラブから定着し一般化したアイドルグループの脱退を意味する「卒業」の仕組みがある。秋元によるとAKB48とは「途中経過であり、次の夢へのステップの場所」であるとしている。これにより卒業者が出たとしても、新メンバーを募集するオーディションも適宜開催しているため、このような構造がフォーマットとして構築されており、グループの持続が可能となっている。

### 日本国外のグループ
日本国外のグループについては、AKB48のフォーマットを日本のまま輸出することで日本的な文化であるアイドルが受け、クールジャパン戦略の一環とする目的もある。日本国外のグループに関して、日本では「海外姉妹グループ」と称されることが多い。特徴の一つとして、Senbatsu（選抜）やSousenkyo（総選挙）、Oshi（推し）といった用語、メンバーコールやMIXなどは日本語の表現がそのまま使用されている。
上記のように日本のままフォーマットを輸出するため、日本国外のグループは日本のAKB48グループの楽曲を現地語のカバーで発表するという形態を採用している。そのため、グループ名義でのオリジナル楽曲は長い間存在しなかった。AKB48楽曲の歌唱メンバーには姉妹グループメンバーも選出されているが、日本国外グループのメンバーは原則として関与することがなく、2025年8月発売の66thシングル『Oh my pumpkin!』において初めてAKB48のシングル表題曲の選抜メンバーとして選ばれることとなった。AKB48選抜総選挙には第10回の「世界選抜総選挙」開催までAKB48からの移籍メンバー以外に立候補資格はなかった。なお、JKT48では2014年からシングル選抜総選挙を独自に実施しており、BNK48でも2019年に初開催した。

### グループ内の差別化
STU48はAKB48グループで初めて「船上劇場」を拠点とし、劇場公演を行っていた。
SDN48は他グループと異なり「恋愛禁止」はうたわれず、既婚者も在籍した20歳以上のメンバーによる「大人アイドルグループ」であった。楽曲や衣装はセクシー路線であったりして、差別化が図られていた。日本国内のAKB48グループの1つではあるが、活動期間中に選抜総選挙・じゃんけん大会のイベントに参加することはなかった。

### インターネットの利用
ブログ
AKB48をはじめ、SKE48、SDN48、NMB48、HKT48のブログはアメーバブログにおいて開設されている。しかしグループによって内容は異なり、AKB48、SDN48、HKT48はスタッフ（劇場支配人）による情報発信、SKE48はシングル選抜メンバー、NMB48は全メンバーによる投稿となっている。AKB48にはメンバーが投稿するAKB48 Mobile内の「モバイルブログ」（チーム8以外有料会員制）、SKE48はメンバーが投稿する公式サイト内の「公式ブログ」（最新投稿以外有料会員制）、HKT48はアメーバブログとほぼ同じ内容のLINEブログもある。NGT48の公式ブログはLINEブログで開設されており、劇場支配人の今村悦朗による投稿で更新頻度は低い。NGT48メンバーはモバイルサイト内の「フォトログ」に投稿している（最新投稿以外有料会員制）。STU48はモバイルサイト内に公式ブログとメンバーのブログがある（両者とも有料会員制）。SDN48メンバーはGREEの公式ブログを開設していた。日本国外ではJKT48でチームごとでのブログが開設されていたが、現在は閉鎖されている。
メンバー個人のブログは、AKB48でAKS以外のプロダクションに所属しているメンバーがアメーバブログやスタ☆ブロ（プロダクション尾木所属者）などで開設していたが、近年ではブログの利用自体が縮小傾向にある。
ソーシャル・ネットワーキング・サービス (SNS) / ミニブログ
Google+
2011年に開始されたプロジェクト「AKB48 Now on Google+」により、AKB48、SKE48、NMB48、HKT48、JKT48のメンバーのアカウントが順次開設された。メンバーのほか秋元康をはじめとする運営スタッフの多くも利用していた。当初は18歳以上、途中から13歳以上のメンバー全員、順次加入するメンバーにもアカウントが与えられたが、JKT48 3期生やドラフト1期生を最後にメンバーの新規アカウントが開設されなくなっていた。2019年4月にGoogleがサービスを終了したことに伴い全てのアカウントは廃止された。サービス終了時にAKB48に在籍していたメンバーの投稿は、アーカイブブログに転載されている。
755
AKB48、SKE48、NMB48、HKT48、NGT48のメンバーが利用している。AKB48はテレビCMにも出演した。AKB48については、2023年8月末で更新を終了した。
Twitter
当初は、ホリプロなど一部のプロダクションに所属するAKB48メンバーがアカウントを所持していたが、時が経つにつれ、他プロダクション所属のメンバーや、JKT48、NMB48、SKE48、HKT48、NGT48、STU48（開設順）のメンバーがアカウントを開設した。グループとしてはAKB48、SKE48、NMB48、HKT48、NGT48、STU48、JKT48、BNK48、MNL48、AKB48 Team TP、MUM48、SGO48のアカウントが存在する。
Facebook
日本国内のほとんどのメンバーは公式アカウントを所持しないが、日本国外のBNK48、MNL48、SGO48ではメンバー全員がアカウントを開設している。グループとしてはAKB48（AKB48 Team 8）、JKT48、BNK48、MNL48、AKB48 Team TP（TPE48）、MUM48、SGO48のアカウントが存在する。なかでもBNK48以降のグループは公式サイトの更新が極端に少なく、Facebookがメインの情報発信地となっている。
Instagram
AKB48、SKE48、NMB48、HKT48、NGT48、STU48、JKT48、BNK48、AKB48 Team TPのメンバーが利用している。グループとしてはAKB48、SKE48、NMB48、HKT48、NGT48、STU48、JKT48、BNK48、MNL48、AKB48 Team SH、AKB48 Team TP、MUM48、SGO48、CGM48が利用している。
LINE
AKB48グループ、SKE48、NMB48、HKT48、NGT48、STU48が公式アカウントを開設している。個人で公式アカウントを開設しているメンバーもいる。
新浪微博
中華圏最大のSNSであり、AKB48、SKE48、HKT48、NGT48の一部のメンバーが利用している。グループとしてはAKB48 Team SHが利用している。
動画共有サービス
YouTube
活動中の全グループが個別でチャンネルを有する。ミュージック・ビデオなどの動画コンテンツが配信される。個人のチャンネルを開設しているメンバーもいる。
ニコニコ生放送 / ニコニコ動画
AKB48選抜総選挙の速報発表の中継やリリース記念特番、コンサート・イベントの中継などを配信している。
TikTok
各グループで公式アカウントを開設しているほか、チームやユニット、メンバー個人でアカウントを開設しているケースもある。
ライブストリーミングプラットフォーム
SHOWROOM
2016年のAKB48 45thシングル 選抜総選挙開催に際し本格的に参入した。日本国内全メンバーの個人配信が可能となっている。TPE48メンバーの公式ルームも開設されている。グループのイベントで舞台裏の配信などにも活用されている。
LINE LIVE
リリース記念特番などが配信される。

### 坂道シリーズとの関係
AKB48グループと同様に秋元康が総合プロデューサーを務める「坂道シリーズ」は、元々AKB48の公式ライバルとして結成された乃木坂46と、その後結成された欅坂46など「○○坂」の名称をもつグループの総称で、基本的にAKB48グループと坂道シリーズは分離していて、区別されている。その一方で『月刊AKB48グループ新聞』、テレビ番組『AKB48 SHOW!』、ラジオ番組『AKB48のオールナイトニッポン』『AKB48の"私たちの物語"』、雑誌連載『よんぱち+』などAKB48グループがレギュラー出演する媒体に坂道シリーズもいくつか出演・登場してきた。
AKB48は「勢い、パワフル、タフ」、乃木坂46は「リセエンヌ」というキーワードで差別化が図られた。AKB48の作品への姉妹グループメンバーの選抜入りやグループ間での兼任がさかんなAKB48グループに対し、坂道シリーズ内に関してはグループをまたいだ選抜や兼任は行われず、またAKB48を代表するイベント「選抜総選挙」は坂道シリーズでは開催しないように、両グループは違った活動形態のなかで双方に異なる文化が形成されている。常設の専用劇場で公演を定期的に行うAKB48グループに対して、坂道シリーズは冠テレビ番組がアピールの場となる。コミック誌の水着グラビアに登場することが多いAKB48グループに対し、坂道シリーズは女性ファッション誌のモデルとして活躍するメンバーが多く、水着になる機会もほぼ写真集のみに限定されている。AKB48の向井地美音は「乃木坂46はプロレスのドラマはきっとやらないだろうし、なんでもありのおもしろさがファンを引きつけるのはAKB48の魅力」と分析している。
2014年に初めてAKB48グループと乃木坂46との間での人事交流が実施され、SKE48の松井玲奈と乃木坂46の生駒里奈を対象に「交換留学」と称した兼任が2015年まで行われた。実際の人事交流に先立ちフィクションではあるが、秋元康が企画・制作に関わった2012年1月放送開始のテレビドラマ『さばドル』では、主人公「渡辺麻友」が「秋元康」の意向より、AKB48から乃木坂46に電撃移籍する場面展開がある。同ドラマには、同年2月に1stシングルでCDデビューする乃木坂46のメンバーが実際に公式ライバルグループの乃木坂46メンバーという設定でゲスト出演していた。
楽曲でのコラボレーションは度々行われている。2012年に渡辺麻友のシングル『大人ジェリービーンズ』のカップリング曲「ツインテールはもうしない」を歌唱するためまゆ坂46として、初めてAKB48グループメンバーと乃木坂46メンバーによるコラボレーションユニットが結成された。2014年には小嶋陽菜と乃木坂46メンバーによりこじ坂46、指原莉乃と乃木坂46メンバーによりさし坂46がコラボユニットとして結成された。また、AKB48のシングルのカップリング曲のため、2016年に乃木坂46とのコラボユニット乃木坂AKB、2017年からは3年連続で坂道シリーズとのコラボユニット坂道AKBが結成された。

## 運営と所属
AKB48グループとしての活動はAKS（現・Vernalossom）が運営管理を統括していたが、2020年4月以降は日本国内全グループが独立した運営体制となり、Vernalossomは日本国外グループの運営のみ継続している。なお、「AKB48グループショップ」（ネットショップ）や「AKB48グループチケットセンター」はAKB48の運営会社であるDHが運営している。
メンバー各人の所属事務所については、SDN48を除きオーディションにおいて芸能事務所と契約していないことを条件としているため、グループ加入時にそれぞれの運営会社の所属となるが、在籍中にグループ外の芸能事務所からの要請により移籍する例があり、所属事務所はメンバーごとに異なる場合がある。
| グループ      | 運営会社 所属事務所                                                   | レコード会社・レーベル                          | 劇場 （★は専用劇場）                              |
| ------------- | --------------------------------------------------------------------- | ----------------------------------------------- | ------------------------------------------------- |
| AKB48         | DH                                                                    | EMI Records                                     | AKB48劇場 ★ （ドン・キホーテ秋葉原店 8階）        |
| SKE48         | ゼスト                                                                | avex trax （エイベックス・エンタテインメント）  | SKE48劇場 ★ （サンシャイン栄 2階）                |
| SDN48         | AKS                                                                   | ユニバーサル ミュージック                       | AKB48劇場                                         |
| NMB48         | Showtitle（マネジメント） KYORAKU吉本.ホールディングス（事業者）      | ユニバーサルシグマ （ユニバーサルミュージック） | NMB48劇場 ★ （YES・NAMBAビル B1階）               |
| HKT48         | Mercury                                                               | EMI Records （ユニバーサル ミュージック）       | 西日本シティ銀行 HKT48劇場★ （E・ZO FUKUOKA 1階） |
| NGT48         | Flora                                                                 | EMI Records （ユニバーサル ミュージック）       | NGT48劇場 ★ （LoveLa2 4階）                       |
| STU48         | STU                                                                   | You, Be Cool!/キングレコード                    | STU48号 ★ （移動式、2021年5月引退）               |
| JKT48         | JKT48 Operation Team (JKT48 Project → dentsu X entertainment → JKT48) | Indonesia Musik Nusantara                       | JKT48劇場(id) ★ （fxモール スディルマン(id) 4階） |
| BNK48         | Independent Artists Management (i AM)                                 | Independent Artists Management (i AM)           | BNK48 The Campus ★ （ザ・モール バンカピ 4階）    |
| MNL48         | Hallohallo Entertainment                                              | Star Music (en) (ABS-CBN)                       | Movie Stars Cafe （ケソン市・Centris Station）    |
| AKB48 Team SH | AKB48 (China) 上海尚越文化发展                                        | 新汇集团上海声像出版社 上海尚越文化发展         | 長江劇場                                          |
| AKB48 Team TP | 好言娯樂                                                              | Enjoy Music Universal Music Taiwan(zh)          |                                                   |
| SGO48         | YAG Entertainment                                                     |                                                 |                                                   |
| CGM48         | Independent Artists Management (i AM)                                 |                                                 |                                                   |
| DEL48         | YKBK 48 Entertainment                                                 |                                                 |                                                   |
| MUB48         | YKBK 48 Entertainment                                                 |                                                 |                                                   |
| KLP48         | 48 ENTERTAINMENT SDN BHD.                                             |                                                 |                                                   |

## グループ体制

### メンバー一覧
現役メンバーのみ記載している。※印は活動休止中のメンバー。
小目次: AKB48 - SKE48 - NMB48 - HKT48 - NGT48 - STU48 - JKT48 - BNK48 - MNL48 - AKB48 Team SH - AKB48 Team TP -  CGM48 - KLP48
AKB48
13期生
岩立沙穂
15期生
福岡聖菜、向井地美音
元チーム8メンバー
小栗有以、倉野尾成美、坂川陽香、下尾みう、髙橋彩音、徳永羚海、永野芹佳、橋本陽菜
ドラフト2期生
千葉恵里
16期生
鈴木くるみ、田口愛佳、長友彩海、武藤小麟、山内瑞葵
ドラフト3期生
大盛真歩
17期生
太田有紀、佐藤綺星、橋本恵理子、畠山希美、平田侑希、布袋百椛、正鋳真優、水島美結、山﨑空
18期生
秋山由奈、新井彩永、工藤華純、久保姫菜乃、迫由芽実、成田香姫奈、八木愛月、山口結愛
19期研究生
伊藤百花、奥本カイリ、川村結衣、白鳥沙怜、花田藍衣
20期研究生
大賀彩姫、近藤沙樹、丸山ひなた
SKE48
チームS
相川暖花、石黒友月、伊藤虹々美、入内嶋涼、熊崎晴香、倉島杏実、坂本真凛、杉本りいな、鈴木恋奈、中野愛理、野村実代、原優寧、松川みゆ、山村さくら
チームKII
荒野姫楓、池田楓、伊藤実希、井上瑠夏、奥野心羽、鎌田菜月、北川愛乃、佐藤佳穂、篠原京香、菅原茉椰、藤本冬香、松本慈子
チームE
青海ひな乃、青木莉樺、赤堀君江、浅井裕華、井田玲音名、太田彩夏、大村杏、河村優愛、鈴木愛菜、中坂美祐、仲村和泉、長谷川雅、西井美桜、森本くるみ
研究生
太田愛恵、川村昇子、久保田怜、雲井紗菜、倉本羽菜、桒原椿、近藤海琴、桜井愛莉咲、佐々木希美、※高村紗弥、立花菖、田村真悠、聖遥花、福原心春、南澤恋々、宮本倫花、横井志穂
NMB48
チームN
青原優花、池田典愛、泉綾乃、川上千尋、小嶋花梨、渋谷紗雪、※田中雪乃、平山真衣、福野杏実、松岡さくら、松本海日菜、宮本杏海
チームM
池帆乃香、板垣心和、田中美空、西由真、西島梨央、西田帆花、芳賀礼、山本望叶、吉見純音、和田海佑
チームBII
青原和花、安部若菜、衣笠彩実、黒島咲花、坂下真心、※坂田心咲、坂本理紗、桜田彩叶、新澤菜央、龍本弥生、塩月希依音、舟橋礼菜、水田詩織、芳野心咲
10期研究生
石山千尋、内田愛彩、木根彩呂花、澁谷愛紗南、高橋ことね、竹田京加、田中ミリア、中川朋香、永田楓花、三鴨くるみ、宮崎紗衣、宮原心音、村井悠莉、山口美桜
HKT48
チームH
生野莉奈、石橋颯、石松結菜、市村愛里、北川陽彩、栗原紗英、坂本りの、渋井美奈、豊永阿紀、中野南実、藤野心葉、※渕上舞、梁瀬鈴雅、山内祐奈、龍頭綺音
チームKIV
秋吉優花、井澤美優、猪原絆愛、今村麻莉愛、江浦優香、江口心々華、大内梨果、大庭凜咲、栗山梨奈、竹本くるみ、立花心良、田中伊桜莉、地頭江音々、福井可憐、森﨑冴彩、安井妃奈
7期研究生
※青木日菜子、石井彩音、石川歩実優、猪島莉玲亜、呉優菜、靏川那智、長野らら、松永悠良、松本苺花、山川万里愛、吉田めい
NGT48
1期生
清司麗菜、西潟茉莉奈
ドラフト3期生
佐藤海里、藤崎未夢
2期生
大塚七海、三村妃乃
3期生
磯部瑠紅、喜多花恵、北村優羽、木本優菜、水津菜月、杉本萌、鈴木凜々花
4期研究生
浅生珠菜、磯崎菜々、奥村百花、木本杏菜、佐藤広花、新沢葵唯、高島柚愛、西川晴菜、原愛実、吉原愛里衣
5期研究生
安座間結、阿達夢、大町佑香、甲斐瑞季、北澤百音、佐藤柚花、須藤凜華、谷口陽香、辻田季音、中田麻実、皆川日和
STU48
1期生
石田千穂、谷口茉妃菜、兵頭葵、福田朱里
ドラフト3期生
信濃宙花、中村舞
2期生
池田裕楽、内海里音、尾崎世里花、川又優菜、工藤理子、迫姫華、清水紗良、高雄さやか、原田清花、宗雪里香、吉田彩良、渡辺菜月
2.5期生
岡田あずみ、岡村梨央、久留島優果、諸葛望愛
3期生
新井梨杏、石原侑奈、曽川咲葵、濵田響、森末妃奈
3期研究生
奥田唯菜、北澤苺
JKT48
アリア・アマンダ、アマンダ・スクマ、アンジェリナ・クリスティ、アニンディア・ラマダニ、アウレリア、アウレル・アラナ、キャスリーン・ニクシー、セリーヌ・テファニ、チェルシー・ダヴィナ、コルネリア・ファニサ、シンティア・ヤプテラ、デナ・ナタリア、デシー・ナタリア、フェブリオラ・シナンベラ、フェニ・フィトゥリヤンティ、フィオニー・アルフェリア、フレヤ・ジャヤワルダナ、フリッツィー・ロスメリアン、ガブリエラ・アビゲール、ゲンディス・マイランニサ、ギタ・スカル・アンダリニ、グレース・オクタヴィアニ、グリーセラー・アダリア、ヘリスマ・プトリ、インダー・チャヤ、インディラ・セルニ、ジェシカ・チャンドラ、ジェスリン・エリー、カトリナ・アイリン、ルル・サルサビラ、マーシャ・レナテェア、ミシェル・アレクサンドラ、ムティアラ・アザフラ、ライシャ・シファ、シャニア・グラシア
研究生
アビガイル・ラチェル、アデリヌ・ウィジャヤ、カトリーヌ・ヴァレンシア、ヒラリー・アビガイル、ジャッズリン・トリシャ、ミシェル・レヴィア、ナイラ・スジ、ニナ・トゥータチア、オリヌ・マヌエル、レギナ・ウィリアン、リブカ・ブディマン、シャビルキス・ナイラ、ヴィクトリア・キムベルリー、アストレラ・ヴィルジアナンダ、アウリア・リザ、ボン・アプリリ、ハギア・ソピア、フマイラ・ラマダニ、ジャクリーン・インマヌエラ、ジミマ・エヴォディ、ミカエラ・クシャント、ヌル・インタン
BNK48
チームBIII
Earn、Eve、Fame、Hoop、Janry、Marine（チームNV兼任）、Mean、Monet、Patt、Peak、Wawa、Yayee
チームNV
Earth、Emmy、Grace、Kaofrang、L、Marine（チームBIII兼任）、Palmmy、Pancake、Popper、Yoghurt
研究生
Berry、Micha、Sindy、Arlee、Galeya、Jew、Khaimook、Mayji、Nall、Nammonn、Neen、Niya、Proud、Saonoi、Blythe、Caetoon、Grape、Inkcha、Khowjow、Luksorn、Mail、Mint、Mirin、Praew、Rose
MNL48
1期生
Andi、Dana、Lara
2期生
Cole、Jamie、Klaire
3期生
Charm、CJ、Kath、Klaryle、Rachel、Rhea、Rianna、
4期生
Chelle、Ira、Line、Yana
AKB48 Team SH
正規メンバー
陈嘉意、程安子、董芳池、桂楚楚、黄桢璇、渐蔷薇、毛唯嘉、邱笛尔、沈瑩、施蔼倍、施可妍、宋欣然、谭珺兮、王安妮、王晓阳、韦筱雅、魏新、吴安琪、谢雯婕、※熊芳妮、叶知恩、袁瑞希、曾鸶淳、翟羽佳、张嘉哲、张倩霏、※张乔瑜、张诗瑜、张艺琳、郑雨姗、周念琪、庄晓媞、邹若男
研修生
陈韵菡、程乐歆、杜昕懿、顾欣沁、※李于淼、李芸熙、刘念、马小雨、蒲祉颖、王暄雅、王予婷、吴凡、余允诗、张雅茜、张樱璐、周陈雨轩
AKB48 Team TP
Unit TIC TAC TOE
劉曉晴、潘姿怡、林于馨、伊品、張少瞳、（以下、研究生）、黃奕霖、孟庭筠、陳昭霓、※翁曼綾、唐靜、林瑋庭、陳泰琌、陳嘉儀、邱宜靚、楊亞芸
Unit Peek A Boo
林易沄、蔡亞恩、蔡伊柔、張羽翎、（以下、研究生）黃昱燕、蘇姮羽、※范姜又恩、陳穎臻、陳以凌、徐沛婠、彭鈺婷、蔡喬茵、陳巧儀、※余嬿慈、劉子菲
CGM48
チームC
Angel、Champoo、Jingjing、Kaiwan、Kaning、Kwan、Kyla、Latin、Lookked、Marmink、Nana、Nenie、Pim、Ping、Prae、Punch、Runma、Sita
研究生
Emma、Fahsai、Ginna、Jjae、Lingling、Meen、Mei、Nena、Ploen、Else、Hongyok、Nisha、Praifa、Satangpound、Shenae、Valentine
KLP48
Yurina（行天優莉奈）、Suzuha（山根涼羽）、Devi、Haruka（黒須遥香）、Cocoa（甲斐心愛）、Yi shyan、Lucine、Amanda、Salwa、Ann Drea、Khakies、Hillary、Tiffaany

### 人数
メンバーの数は不定であり、卒業と加入を繰り返し常に増減している。「48」という名称により、各グループのメンバーは48人であると認識されることもあるが、実際には48人を大幅に上下していたりする。なお、正規メンバーの総数が48人となったり、偶然に全メンバーあわせて48人となることはある。
| AKB48グループ | AKB48グループ | AKB48グループ | AKB48グループ | AKB48グループ | AKB48グループ | AKB48グループ | AKB48グループ | AKB48グループ | AKB48グループ | AKB48グループ | AKB48グループ | AKB48グループ | AKB48グループ |
| ------------- | ------------- | ------------- | ------------- | ------------- | ------------- | ------------- | ------------- | ------------- | ------------- | ------------- | ------------- | ------------- | ------------- |
| 503           |               |               |               |               |               |               |               |               |               |               |               |               |               |
| 日本国内：255 | 日本国内：255 | 日本国内：255 | 日本国内：255 | 日本国内：255 | 日本国内：255 | 日本国外：246 | 日本国外：246 | 日本国外：246 | 日本国外：246 | 日本国外：246 | 日本国外：246 | 日本国外：246 | 日本国外：246 |
| AKB48         | SKE48         | NMB48         | HKT48         | NGT48         | STU48         | JKT48         | BNK48         | MNL48         | AKB48 Team SH | AKB48 Team TP | CGM48         | KLP48         |               |
| 43            | 57            | 50            | 42            | 34            | 29            | 57            | 46            | 17            | 49            | 30            | 34            | 13            |               |

- 各グループ以下における角括弧 [ ] 内の数字は兼任メンバーの人数。

|                  | AKB48グループ                 |                               |                               |                               |                               |                               |                               |                  |                  |                  |                  |                  |                  |                  |                  |                  |
| 歴代メンバー     | 1,460 (1,461)                 | 1,460 (1,461)                 | 1,460 (1,461)                 | 1,460 (1,461)                 | 1,460 (1,461)                 | 1,460 (1,461)                 | 1,460 (1,461)                 | 1,460 (1,461)    | 1,460 (1,461)    | 1,460 (1,461)    | 1,460 (1,461)    | 1,460 (1,461)    | 1,460 (1,461)    | 1,460 (1,461)    | 1,460 (1,461)    | 1,460 (1,461)    |
| 歴代メンバー     | 日本国内：936 [884/882] (913) | 日本国内：936 [884/882] (913) | 日本国内：936 [884/882] (913) | 日本国内：936 [884/882] (913) | 日本国内：936 [884/882] (913) | 日本国内：936 [884/882] (913) | 日本国内：936 [884/882] (913) | 日本国外： [527] | 日本国外： [527] | 日本国外： [527] | 日本国外： [527] | 日本国外： [527] | 日本国外： [527] | 日本国外： [527] | 日本国外： [527] | 日本国外： [527] |
|                  | AKB48                         | SKE48                         | SDN48                         | NMB48                         | HKT48                         | NGT48                         | STU48                         | JKT48            | BNK48            | MNL48            | AKB48 Team SH    | AKB48 Team TP    | SGO48            | CGM48            | DEL48            | KLP48            |
| 歴代メンバー     | 335 [314/315] (385)           | 201 [191/190]                 | 46 [40/38]                    | 158 [150]                     | 87 [84]                       | 47 [45]                       | 62 [60]                       | 189 [196]        | 110 [109]        | 96               | 74               | 72 [71]          | 29               | 45 [43]          | 22               | 9 [13]           |
| 現役メンバー     | 43                            | 57                            | 0                             | 50                            | 42                            | 34                            | 29                            | 57               | 46               | 17               | 49               | 30               | 0                | 34               | 0                | 13               |
| 元メンバー       | 318 (277)                     | 177                           | 46                            | 153                           | 79                            | 51                            | 51                            | 178              | 64               | 79               | 25               | 42               | 29               | 11               | 22               | 0                |
| 期間限定メンバー | 50 [53/46]                    | -                             | -                             | -                             | -                             | -                             | -                             | -                | -                | -                | -                | -                | -                | -                | -                | -                |

- 丸括弧 ( ) 内の数字は期間限定で在籍したメンバーも含む人数[注釈 54]。
- 角括弧 [ ] 内の数字は[当該グループのオーディションなどによって加入したメンバーの総数/別のAKB48グループと重複しているメンバーを除く人数あるいはAKB48グループ以外（乃木坂46）からの兼任メンバーを含む人数]。後者が存在しないグループについては省略。
- SNH48のメンバーは過去にAKB48グループとされていた時代についても除外している。
- AKB48 Team TPの元メンバーはTPE48のみに在籍していた者も含む。

### チーム
AKB48の「チーム」制を多くの姉妹グループが踏襲して採用してきた。正規メンバーは原則としていずれかのチームに所属しており、チームごとに劇場公演を行っている。各グループ、各チームにそれぞれ特性が存在するとされる。ただし、SDN48にチーム制はなく、STU48、AKB48 Team SH、SGO48、DEL48ではチームが結成されたことはない。また、NGT48は2019年4月よりチーム制がなくなった。AKB48 Team TPでは、「ユニット」（Unit）がチームに準ずるメンバー構成になっている。NMB48は2021年1月にチーム制を廃止したが、2022年1月にチーム制が復活した。JKT48は同年3月15日にチーム制を廃止し、アカデミークラスの体制を無くした。AKB48は2023年4月30日にチーム8が活動休止し、同年10月16日に残りのチームの活動を休止した。
AKB48 Team SHとAKB48 Team TPのグループ名に含まれている「Team」は、ここでいう「チーム」の概念とは異なる。
チーム名はグループ名に使用されているラテン文字および数字（数字はAKB48のみ）を1文字ずつをとって「チーム○」という形になる。AKB48グループ内でのチーム名の重複をふせぐため、既存チームと同一の文字があった場合にはチーム○の後に II（ツー）, III（スリー）, IV（フォー）というふうにローマ数字が付けられ、区別できるように配慮がなされる。
現在、チームの定員は不定であるが、2007年から2012年までのAKB48、2014年までのSKE48、NMB48、HKT48では1チーム16人体制が定着していた。JKT48ではチーム発足時から定員を決めていなかったが、2018年のJKT48アカデミー設立以降は1チーム16人体制に定められた。これは劇場公演の出演メンバーが原則16人であることや、16人×3チームで「48」人になることが関係している。
| グループ | グループ      | チーム      | 活動期間                                                        |
| -------- | ------------- | ----------- | --------------------------------------------------------------- |
| 01       | AKB48         | チームA     | 2005年12月08日 - 2023年10月16日                                 |
| 01       | AKB48         | チームK     | 2006年04月01日 - 2023年10月16日                                 |
| 01       | AKB48         | チームB     | 2007年04月08日 - 2023年10月16日                                 |
| 01       | AKB48         | チーム4     | 2011年06月06日- 2012年10月31日 2013年08月24日 - 2023年10月16日  |
| 01       | AKB48         | チーム8     | 2014年04月03日 - 2023年04月30日                                 |
| 02       | SKE48         | チームS     | 2008年10月05日 -                                                |
| 02       | SKE48         | チームKII   | 2009年05月25日 -                                                |
| 02       | SKE48         | チームE     | 2010年12月06日 -                                                |
| 03       | NMB48         | チームN     | 2011年03月10日 - 2021年01月20日 2022年2月15日 -                 |
| 03       | NMB48         | チームM     | 2012年01月26日 - 2021年01月22日 2022年2月11日 -                 |
| 03       | NMB48         | チームBII   | 2012年10月10日 - 2021年01月21日 2022年2月15日 -                 |
| 04       | HKT48         | チームH     | 2012年03月04日 -                                                |
| 04       | HKT48         | チームKIV   | 2014年04月23日 -                                                |
| 04       | HKT48         | チームTII   | 2016年03月30日 - 2023年1月29日                                  |
| 05       | NGT48         | チームNIII  | 2016年01月10日 - 2019年04月21日                                 |
| 05       | NGT48         | チームG     | 2018年07月01日 - 2019年04月21日                                 |
| 07       | JKT48         | チームJ     | 2012年12月23日 - 2021年03月14日                                 |
| 07       | JKT48         | チームKIII  | 2013年06月25日 - 2021年03月13日                                 |
| 07       | JKT48         | チームT     | 2015年01月26日 - 2019年12月31日 2020年08月22日 - 2021年03月12日 |
| 08       | BNK48         | チームBIII  | 2017年12月24日 -                                                |
| 08       | BNK48         | チームNV    | 2019年11月16日 -                                                |
| 09       | MNL48         | チームMII   | 2018年05月02日 - 2023年02月14日                                 |
| 09       | MNL48         | チームNIV   | 2018年05月02日 - 2023年02月14日                                 |
| 09       | MNL48         | チームL     | 2018年05月02日 - 2023年02月14日                                 |
| 11       | AKB48 Team TP | Daisy       | 2020年03月07日 - 2023年01月15日                                 |
| 11       | AKB48 Team TP | Bellflower  | 2020年03月08日 - 2023年01月14日                                 |
| 11       | AKB48 Team TP | Sakura      | 2020年03月07日 - 2023年01月14日                                 |
| 11       | AKB48 Team TP | TIC TAC TOE | 2023年01月15日 -                                                |
| 11       | AKB48 Team TP | Peek A Boo  | 2023年01月15日 -                                                |
| 13       | CGM48         | チームC     | 2020年02月09日 -                                                |

- SNH48がAKB48グループに属していた時期にチームSII, NII, HII, X, XII が結成されている。NGT48のチーム結成時、「チームNII」もAKB48グループに存在していたため「チームNIII」となり、SNH48の独立後もそのまま同じチーム名が使用されていた。

### AKB48グループ総監督
2012年にAKB48グループのメンバーを統括するポストとしてAKB48グループ総監督が創設された。歴任者は、いずれもAKB48のメンバーであり、三代目まではチームA所属であった。
1. 高橋みなみ（2012年8月24日 - 2015年12月8日）[53][65]
2. 横山由依（2015年12月8日 - 2019年3月31日）[65]
3. 向井地美音（2019年4月1日 - 2024年3月16日）[80][88]
4. 倉野尾成美（2024年3月17日 - ）[88]

### キャプテン・リーダー
AKB48グループのチームにおいては、AKB48チーム8を例外として「キャプテン」のポストが設けられている。グループ全体のキャプテンのポストについては、AKB48では当初から設けられたことがなく、最初にグループ全体のキャプテンとなったのは、SDN48の野呂佳代であり、NMB48の山本彩、JKT48のメロディー・ヌランダニ・ラクサニらが続いて就任した。またチーム再編成によってSKE48は、グループ全体のキャプテンのポストを2013年に設けた（初代キャプテンは中西優香）。SKE48では当初から、他のグループでチームのキャプテンと呼ぶポストを「リーダー」と呼んでおり、逆にグループ全体のリーダーを「キャプテン」と呼ぶことになった。2014年に開催された『AKB48グループ大組閣祭り』では、日本国内グループにおける副キャプテン・副リーダーの制度が導入された。なお、AKB48の2018年春からのチーム体制とHKT48の2023年2月からのチーム体制では副キャプテンが置かれていない。
現行体制
過去の役職など詳細については各グループの項目を参照。
AKB48
キャプテン：不在

SKE48
キャプテン：松本慈子
チームS
リーダー：相川暖花、副リーダー：熊崎晴香
チームKII
リーダー：伊藤実希、副リーダー：鎌田菜月
チームE
リーダー：赤堀君江、副リーダー：青木莉樺
NMB48
キャプテン：小嶋花梨
チームN
キャプテン：平山真衣、副キャプテン：田中雪乃
チームM
キャプテン：池帆乃香、副キャプテン：不在
チームBII
キャプテン：坂下真心、副キャプテン：不在

HKT48
キャプテン：不在
チームH
キャプテン：豊永阿紀
チームKIV
キャプテン：今村麻莉愛

NGT48
キャプテン：藤崎未夢
STU48
キャプテン：岡田あずみ、副キャプテン：福田朱里
JKT48
キャプテン：シャニア・グラシア

BNK48
キャプテン：Hoop
チームBIII
キャプテン：Earn、副キャプテン：不在
チームNV
キャプテン：Kaofrang、副キャプテン：不在
MNL48
キャプテン：Jamie

AKB48 Team SH
キャプテン：毛唯嘉
AKB48 Team TP
キャプテン：林易沄
TIC TAC TOE
キャプテン：劉曉晴
Peek A Boo
キャプテン：蔡亞恩
CGM48
キャプテン：Lookked
チームC
キャプテン：Jingjing、副キャプテン：Kaiwan
KLP48
キャプテン：Yi shyan

### 研究生
正規メンバーがチームに所属しているのに対し、チームに所属していないメンバーもいる。代表的な例が「研究生」であり、AKB48の4期生から採用され、姉妹グループも踏襲している。研究生は正規メンバーへの昇格を目指す立場にある。その反面、とくに研究生のようなアイドルとしても成長途中の若いメンバーを好むファンも存在するため、昇格すると「研究生ブランド」がなくなったことから、人気が低下するという現象もあるとされる。
グループによっては、「研究生」とは別の呼称でそれに相当する立場が存在している場合がある。
- ドラフト研究生 - ドラフト2・3期の研究生は「ドラフト研究生」と呼ばれる場合がある[175]。
- 仮研究生 - オーディション合格後、研究生候補者として留め置かれている状態。AKB48 15期生は最初にメンバーがお披露目された後にも仮研究生として数名留め置かれていた。通常、存在については公表されない[176]。
- AKB48台湾研究生 - AKB48 台湾オーディション合格者に適用された。同オーディション合格者の馬嘉伶がAKB48に正式加入した後にも台湾に留め置かれレッスンを行っていた。メンバーのプロフィールなどは公式サイトに掲載されていなかったが、TPE48のFacebookアカウントでの投稿を行ったり、台湾でのイベントに出演するなどして活動していた。最終的に残った6名はTPE48（現・AKB48 Team TP）に加入することとなった[177]。
- アンダー - SDN48 1期生の一部メンバーが該当[178]。
- 研究生候補生 (Kandidat Trainee) - JKT48 4・5期生の加入時に適用された。4期生は全員が研究生に昇格したが、5期生は研究生候補生からそのまま正規メンバーに昇格した例もある[179]。
- JKT48アカデミー (JKT48 Academy) - 2018年4月以降、JKT48の研究生に代わるポジションとして設立[167]。
  - Class A - 以前の研究生に相当[167]。
  - Class B - 6期生以降の加入時に適用される。随時Class Aへの進級テストが行われる[167]。
- 研修生 - AKB48 Team SHにおける研究生に相当[180]。
- 練習生（练习生） - AKB48 Team SHの徐依婷が降格処分となった際に設けられた[181]。

AKB48、SKE48、NGT48、JKT48、AKB48 Team SHでは正規メンバーから研究生、あるいはそれに相当する立場への降格事例がある。
なお、研究生制度の導入後でも、加入時に研究生を経験しないメンバーオーディションが行われる場合があり、下記が該当する（期間限定加入は除く）。この場合には、チーム結成後に正規メンバーと研究生に振り分けられることがある。
- 国内AKB48グループ：ドラフト1期
- AKB48：Team 8
- SKE48：1期の一部、2期の一部
- SDN48：1期（4名のみ「アンダー」として加入）、2期、3期
- NMB48：ポスト山田菜々
- HKT48：1期の一部
- NGT48：1期の一部
- STU48：1期
- JKT48：1期の一部
- BNK48：1期の一部
- MNL48：1期の総選挙TOP48、2期の一部、3期の一部、4期
- AKB48 Team TP：1期（TPE48 1期生）の一部
- AKB48 Team SH：1期（1名のみ「研修生」として加入）
- SGO48：1期
- DEL48：1期
- KLP48：1期

### AKB48グループ研究生会会長
- 松村香織（SKE48終身名誉研究生〈当時〉、2014年 - 2015年3月31日）[185]

### 派生ユニット
AKB48グループでは、数多くのメンバーの中から選抜された比較的少人数のユニットとしての活動が行われる場合がある。単独でメジャーデビューし、継続して活動を行ったものとしては以下のユニットがある。
- Chocolove from AKB48
- ノースリーブス
- 渡り廊下走り隊
- フレンチ・キス
- Not yet
- DiVA

いずれもAKB48の派生ユニットとして誕生したものであり、メンバーの移籍・兼任などにより姉妹グループメンバーも参加している（Chocolove from AKB48、ノースリーブスを除く）。

### 部活動
Google+上で発足したAKB48グループメンバーによる部活動。秋元康の発案により、特定の分野の活動に特化した部が結成された。AKB48グループ全メンバーが自らの意思で参加することができ、部長は秋元康が指名した。2012年4月時点で活動していた部と2013年1月1日時点での所属メンバー（2013年1月1日時点の所属グループ・チームを表示）を以下に示す。これらについては2025年時点において活動しているものはないが、各グループ内で新たな部を結成して活動しているケースがある。
美術部

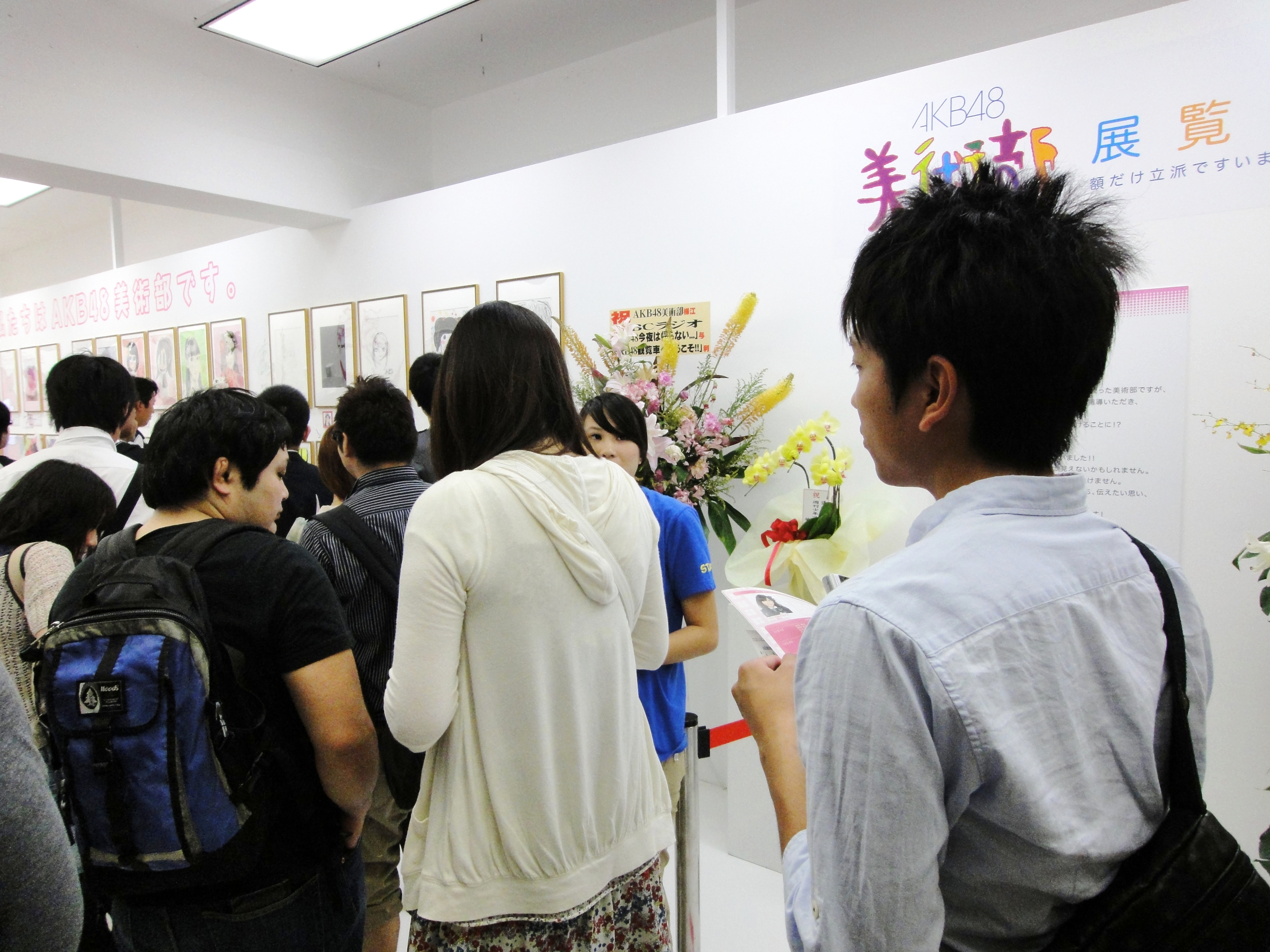
AKB48美術部展覧会（2012年）

2012年4月発足。2012年1月10日、秋元康がGoogle＋で「AKB画伯を集めて、個展をやろう」と発言したことに始まり、真っ先にイラストを投稿した片山陽加が部長に任命された。Google＋で行われたメンバー募集では、当初AKB48および姉妹グループから49人の入部希望者が出た。美術部のメンバーには、秋元康が副学長を務めていた京都造形芸術大学の専門家による授業が行われた。最も早く創部された部活動。創部当初は唯一の部活動であったこと、兼部禁止が他の部ができてから作られたルールだったため、部活動制度の整備にあたっては転部者が相次いだ。姉妹グループごとにリーダーを置いているが、設定された時点でJKT48に所属しているメンバーはいなかったため、JKT48のグループリーダーは不在。活動内容は『週刊AKB』で紹介されていたほか、『美術手帖』（美術出版社）でも紹介されていた。また2012年4月29日から2013年10月27日まで、毎月最終日曜日の読売新聞日曜版で秋元康が連載しているエッセイ「秋元康の1分後の昔話」に毎回2名のAKB美術部メンバーが交代制で「今月の画伯」としてイラストなどを担当。2012年6月15日から2012年7月8日にかけて、東京都千代田区外神田にある「3331 Arts Chiyoda」においてAKB48美術部展覧会を開催している。また、2012年10月3日に発売された松井咲子のスタジオ・アルバム『呼吸するピアノ』のジャケットには、CD+DVD盤には佐藤夏希によるイラスト、CD ONLY盤には石田晴香の写真が使用されている。
- AKB48
  - チームA：仲俣汐里、仁藤萌乃
  - チームK：鈴木紫帆里、仲谷明香、前田亜美
  - チームB：石田晴香、片山陽加（部長）、田名部生来、藤江れいな
  - 研究生：平田梨奈
- SKE48：加藤智子、佐藤実絵子、古川愛李（グループリーダー）、矢方美紀、梅本まどか、磯原杏華、金子栞、柴田阿弥、高木由麻奈、山下ゆかり、松村香織
- NMB48：小谷里歩、篠原栞那、福本愛菜、山口夕輝（グループリーダー）、東由樹、木下百花、三田麻央、村上文香、山岸奈津美、石田優美'、中川紘美、西澤瑠莉奈
- HKT48：多田愛佳、下野由貴、今田美奈（グループリーダー）
- JKT48：高城亜樹、仲川遥香

演劇部
- AKB48 
  - チームA：伊豆田莉奈、川栄李奈、菊地あやか、高橋朱里
  - チームK：仲谷明香、永尾まりや（副部長）、宮崎美穂
  - チームB：市川美織、大場美奈、柏木由紀、加藤玲奈、竹内美宥、中村麻里子（部長）、山内鈴蘭
  - 研究生：佐々木優佳里
- SKE48：木﨑ゆりあ、松井玲奈、木本花音、酒井萌衣、都築里佳
- NMB48：木下春奈、小柳有沙、近藤里奈、上西恵、白間美瑠、渡辺美優紀、谷川愛梨、矢倉楓子、古賀成美、林萌々香
- HKT48：植木南央、宮脇咲良

軽音楽部
- AKB48
  - チームA：岩田華怜、高橋みなみ、森川彩香、横山由依（部長）
  - チームK：阿部マリア、中田ちさと
  - チームB：岩佐美咲、梅田彩佳、名取稚菜、野中美郷
- SKE48：石田安奈、上野圭澄、原望奈美
- NMB48：小笠原茉由、門脇佳奈子、山本彩（副部長）
- HKT48：村重杏奈

料理部
中塚智実が「AKB48料理部部長」の肩書で、週刊プレイボーイ（集英社）において第47巻第17号（No.19・20合併号、2012年5月14日発行、2012年4月23日発売）から第48巻第16号（No.18・19合併号、2013年5月13日発行、2013年4月22日発売）までの49回にわたって「48サバイバル ググタスは戦場だ」の中の1コーナーである「AKB48料理部部長中塚智実の男のスイーツ教室」と題した連載を持っていた。
- AKB48
  - チームA：小林茉里奈、田野優花、中塚智実（部長）
  - チームK：大島優子、小林香菜、近野莉菜、藤田奈那、松原夏海（副部長）
  - チームB：小嶋菜月
  - 研究生：大森美優
- SKE48：加藤るみ、須田亜香里、赤枝里々奈、小林亜実
- NMB48：岸野里香、沖田彩華、川上礼奈
- HKT48：安陪恭加
- SNH48：鈴木まりや

文芸部
- AKB48
  - チームA：入山杏奈、佐藤すみれ、松井咲子
  - チームK：内田眞由美、北原里英（部長）、倉持明日香、佐藤亜美菜（副部長）
  - チームB：大家志津香
- SKE48：中西優香、平松可奈子
- HKT48：若田部遥
- SNH48：宮澤佐江

自動車部
普通自動車第一種運転免許の取得を目標としているため、部員は全員18歳以上。また、他の部活動との掛け持ちが認められ、活動内容は『AKB自動車部』(フジテレビ) で紹介されていた。
- AKB48
  - チームA：仁藤萌乃
  - チームK：秋元才加、大島優子、鈴木紫帆里、近野莉菜（副部長）、中田ちさと、仲谷明香、松原夏海
  - チームB：石田晴香、田名部生来、野中美郷、藤江れいな、峯岸みなみ（部長）
- SKE48：高木由麻奈、松村香織
- NMB48：山田菜々
- JKT48：高城亜樹、仲川遥香
- SNH48：鈴木まりや

マラソン部
2013年11月19日発足。瀬古利彦総監督率いるDeNA Running Clubの全面サポートを受けるとともに、オフィシャルスポンサーとして株式会社DeNAライフサイエンス、オフィシャルサプライヤーとしてミズノの支援を受けた。他の部活動との掛け持ちが認められている。
- AKB48：小嶋菜月、佐々木優佳里、島田晴香、高城亜樹、野澤玲奈、平田梨奈、湯本亜美
- SKE48：梅本まどか、北川綾巴、小石公美子、須田亜香里、宮前杏実、矢方美紀、山田樹奈
- NMB48：岸野里香、山口夕輝
- HKT48：今田美奈、上野遥、梅本泉、岡田栞奈、岡本尚子、神志那結衣、坂本愛玲菜、田中優香、渕上舞、外薗葉月、村重杏奈

## メンバー構成の推移
各グループおよび全グループの合計人数を表示。丸括弧 () 内は特記なき場合、兼任メンバーの人数、太字は過去最大の在籍人数をそれぞれ示す。

## 移籍と兼任
AKB48グループ間においては在籍グループを変更する「移籍」と、2つのグループのメンバーとして活動する「兼任」の制度がある。移籍および兼任は、グループのさらなる発展やメンバー自身のスキルアップが目的とされる。また同一グループ内でのチーム間における兼任が行われる場合もある。

### 移籍メンバーの一覧
| メンバー                | 移籍元                          | 移籍先                | 実施           | 備考            |
| ----------------------- | ------------------------------- | --------------------- | -------------- | --------------- |
| 中西優香                | AKB48研究生                     | SKE48                 | 2008年8月26日  |                 |
| 手束真知子 （前田栄子） | SKE48チームKII                  | SDN48                 | 2009年11月29日 |                 |
| 大堀恵                  | AKB48チームK SDN48兼任          | SDN48                 | 2010年2月21日  | ☆               |
| 野呂佳代                | AKB48チームK SDN48兼任          | SDN48                 | 2010年2月21日  | ☆               |
| 浦野一美                | AKB48チームB SDN48兼任          | SDN48                 | 2010年4月16日  | ☆               |
| 小原春香                | AKB48チームB SDN48兼任          | SDN48                 | 2010年4月16日  | ☆               |
| 佐藤由加理              | AKB48チームA SDN48兼任          | SDN48                 | 2010年5月27日  | ☆               |
| 指原莉乃                | AKB48チームA                    | HKT48                 | 2012年6月16日  |                 |
| 多田愛佳                | AKB48チームA                    | HKT48                 | 2012年11月1日  |                 |
| 高城亜樹                | AKB48チームA                    | JKT48                 | 2012年11月1日  |                 |
| 高城亜樹                | JKT48チームJ AKB48チームB兼任   | AKB48チームB          | 2014年4月24日  | 兼任解除 ☆      |
| 仲川遥香                | AKB48チームA                    | JKT48                 | 2012年11月1日  |                 |
| 鈴木まりや              | AKB48チームB                    | SNH48                 | 2012年11月1日  |                 |
| 鈴木まりや              | SNH48 AKB48チームK兼任          | AKB48チームK          | 2016年6月10日  | 兼任解除 ☆      |
| 宮澤佐江                | AKB48チームK                    | SNH48                 | 2012年11月1日  |                 |
| 宮澤佐江                | SNH48 AKB48チームK兼任          | SNH48                 | 2013年6月24日  |                 |
| 藤江れいな              | AKB48チームB                    | NMB48チームM          | 2014年4月22日  |                 |
| 市川美織                | AKB48チームB NMB48チームN兼任   | NMB48チームBII        | 2014年4月22日  | ☆               |
| 梅田彩佳                | AKB48チームB                    | NMB48チームBII        | 2014年4月22日  |                 |
| 中西智代梨              | HKT48チームH                    | AKB48チームA          | 2014年4月24日  |                 |
| 小笠原茉由              | NMB48チームN                    | AKB48チームB          | 2014年4月24日  |                 |
| 野澤玲奈                | JKT48チームJ AKB48チームK兼任   | AKB48チームB          | 2014年4月24日  | 兼任解除 ☆      |
| 木﨑ゆりあ              | SKE48チームS                    | AKB48チーム4          | 2014年4月24日  |                 |
| 近野莉菜                | AKB48チームK                    | JKT48                 | 2014年4月24日  |                 |
| 山内鈴蘭                | AKB48チームB                    | SKE48チームS          | 2014年4月25日  |                 |
| 大場美奈                | AKB48チームB SKE48チームKII兼任 | SKE48チームKII        | 2014年4月25日  | ☆               |
| 佐藤すみれ              | AKB48チームA                    | SKE48チームE          | 2014年4月25日  |                 |
| 谷真理佳                | HKT48チームKIV                  | SKE48チームE          | 2014年4月25日  |                 |
| 北原里英                | AKB48チームK                    | NGT48                 | 2015年8月21日  | [ 注釈 71 ]     |
| 伊豆田莉奈              | AKB48チーム4                    | BNK48                 | 2017年7月2日   |                 |
| 伊豆田莉奈              | BNK48チームBIII                 | CGM48                 | 2019年8月28日  |                 |
| 阿部マリア              | AKB48チームK                    | TPE48 (AKB48 Team TP) | 2017年12月1日  |                 |
| Aom                     | BNK48研究生                     | CGM48                 | 2019年8月28日  |                 |
| 行天優莉奈              | AKB48                           | KLP48                 | 2024年6月1日   | [ 204 ] [ 205 ] |
| 黒須遥香                | AKB48                           | KLP48                 | 2024年6月1日   | [ 204 ] [ 205 ] |
| 山根涼羽                | AKB48                           | KLP48                 | 2024年6月1日   | [ 204 ] [ 205 ] |
| 甲斐心愛                | STU48                           | KLP48                 | 2024年6月1日   | [ 206 ]         |

- 太字：移籍先グループに現在も所属しているメンバー。
- ☆：移籍先グループに兼任していたメンバー。
- 移籍元・移籍先の表記は発表当時の内容に沿ったものであり、以後の所属先変更については記載していない。

### 兼任メンバーの一覧
| メンバー   | 兼任元          | 兼任先          | 兼任期間                       | 備考                     |
| ---------- | --------------- | --------------- | ------------------------------ | ------------------------ |
| 大堀恵     | AKB48チームK    | SDN48           | 2009年8月1日 - 2010年2月21日   | ★                        |
| 野呂佳代   | AKB48チームK    | SDN48           | 2009年8月1日 - 2010年2月21日   | ★                        |
| 浦野一美   | AKB48チームB    | SDN48           | 2009年8月1日 - 2010年4月16日   | ★                        |
| 佐藤由加理 | AKB48チームA    | SDN48           | 2009年8月1日 - 2010年5月27日   | ★                        |
| 小原春香   | AKB48チームB    | SDN48           | 2009年9月22日 - 2010年4月16日  | ★                        |
| 松井珠理奈 | SKE48チームS    | AKB48チームK    | 2012年3月24日 - 2015年12月24日 | 期間限定                 |
| 渡辺美優紀 | NMB48チームN    | AKB48チームB    | 2012年3月24日 - 2014年4月23日  | 期間限定 ▲               |
| 渡辺美優紀 | NMB48チームBII  | SKE48チームS    | 2014年4月25日 - 2015年5月21日  | ▲                        |
| 渡辺美優紀 | NMB48チームBII  | AKB48チームB    | 2015年9月1日 - 2016年8月9日    | 再兼任 ■                 |
| 横山由依   | AKB48チームA    | NMB48チームN    | 2012年11月1日 - 2013年4月28日  | [ 注釈 73 ]              |
| 北原里英   | AKB48チームK    | SKE48チームS    | 2012年11月1日 - 2013年4月28日  | [ 注釈 74 ]              |
| 石田安奈   | SKE48チームKII  | AKB48チームB    | 2012年11月1日 - 2013年4月28日  |                          |
| 小谷里歩   | NMB48チームN    | AKB48チームA    | 2012年11月1日 - 2013年4月28日  |                          |
| 小谷里歩   | NMB48チームN    | AKB48チーム4    | 2014年4月24日 - 2015年5月28日  | 再兼任                   |
| 大場美奈   | AKB48チームB    | SKE48チームKII  | 2013年4月28日 - 2014年4月23日  | ★                        |
| 市川美織   | AKB48チームB    | NMB48チームN    | 2013年4月28日 - 2014年4月23日  | ★                        |
| 古畑奈和   | SKE48チームE    | AKB48チームK    | 2013年4月28日 - 2014年4月23日  |                          |
| 古畑奈和   | SKE48チームKII  | AKB48チームA    | 2014年4月24日 - 2015年5月29日  |                          |
| 矢倉楓子   | NMB48チームM    | AKB48チームA    | 2013年4月28日 - 2015年5月29日  |                          |
| 兒玉遥     | HKT48チームH    | AKB48チームA    | 2013年4月28日 - 2014年4月23日  | 兼任期間最長 （5年18日） |
| 兒玉遥     | HKT48チームH    | AKB48チームK    | 2014年4月24日 - 2018年5月15日  | 兼任期間最長 （5年18日） |
| 高城亜樹   | JKT48チームJ    | AKB48チームB    | 2013年4月28日 - 2014年4月23日  |                          |
| 鈴木まりや | SNH48チームSII  | AKB48チームA    | 2013年4月28日 - 2014年4月23日  |                          |
| 鈴木まりや | SNH48チームSII  | AKB48チームK    | 2014年4月24日 - 2016年6月10日  |                          |
| 宮澤佐江   | SNH48チームSII  | AKB48チームK    | 2013年4月28日 - 6月24日        |                          |
| 宮澤佐江   | SNH48チームSII  | SKE48チームS    | 2014年4月25日 - 2016年3月31日  | ■                        |
| 野澤玲奈   | JKT48チームJ    | AKB48チームK    | 2013年6月18日 - 2014年4月23日  | ★                        |
| 松井玲奈   | SKE48チームE    | 乃木坂46        | 2014年4月13日 - 2015年5月14日  | 交換留学                 |
| 柏木由紀   | AKB48チームB    | NMB48チームN    | 2014年4月22日 - 2015年5月24日  | ▲                        |
| 柏木由紀   | AKB48チームB    | NGT48           | 2015年8月21日 - 2016年1月10日  |                          |
| 柏木由紀   | AKB48チームB    | NGT48チームNIII | 2016年1月10日 - 2019年4月21日  |                          |
| 高柳明音   | SKE48チームKII  | NMB48チームBII  | 2014年4月22日 - 2015年5月22日  |                          |
| 村重杏奈   | HKT48チームKIV  | NMB48チームN    | 2014年4月22日 - 2015年5月27日  |                          |
| 木本花音   | SKE48チームE    | HKT48チームKIV  | 2014年4月23日 - 2015年5月25日  |                          |
| 宮脇咲良   | HKT48チームKIV  | AKB48チームA    | 2014年4月24日 - 2018年5月16日  |                          |
| 山本彩     | NMB48チームN    | AKB48チームK    | 2014年4月24日 - 2016年5月26日  |                          |
| 生駒里奈   | 乃木坂46        | AKB48チームB    | 2014年4月24日 - 2015年5月14日  | 交換留学                 |
| 渋谷凪咲   | NMB48チームBII  | AKB48チーム4    | 2014年4月24日 - 2016年12月31日 |                          |
| 渋谷凪咲   | NMB48チームM    | AKB48チーム4    | 2017年1月1日 - 2018年5月18日   |                          |
| 朝長美桜   | HKT48チームKIV  | AKB48チームB    | 2014年4月24日 - 2015年8月31日  |                          |
| 朝長美桜   | HKT48チームKIV  | AKB48チーム4    | 2015年9月1日 - 2018年5月18日   |                          |
| 田中菜津美 | HKT48チームH    | SKE48チームS    | 2014年4月25日 - 2015年5月28日  |                          |
| 山田菜々   | NMB48チームM    | SKE48チームKII  | 2014年4月25日 - 2015年4月3日   | ■                        |
| 白間美瑠   | NMB48チームM    | AKB48チームA    | 2015年9月1日 - 2018年5月16日   |                          |
| 矢吹奈子   | HKT48チームH    | AKB48チームB    | 2015年9月1日 - 2018年5月28日   |                          |
| 北川綾巴   | SKE48チームS    | AKB48チーム4    | 2015年9月1日 - 2018年5月18日   |                          |
| 岡田奈々   | AKB48チーム4    | STU48           | 2017年3月31日 - 2022年3月18日  |                          |
| 指原莉乃   | HKT48チームH    | STU48           | 2017年3月31日 - 11月25日       |                          |
| 川本紗矢   | AKB48チーム4    | JKT48チームT    | 2018年9月16日 - 10月19日       | 短期交換留学             |
| Stefi      | JKT48チームJ    | AKB48           | 2018年9月18日 - 10月15日       | 短期交換留学             |
| Mobile     | BNK48チームBIII | AKB48           | 2018年9月18日 - 10月15日       | 短期留学                 |

| メンバー                           | 兼任元                            | 兼任先                            | 兼任期間                      | 備考        |
| ---------------------------------- | --------------------------------- | --------------------------------- | ----------------------------- | ----------- |
| 山田菜々美                         | AKB48チーム8                      | AKB48チームA                      | 2015年9月1日 - 2018年4月1日   | ▲           |
| 中野郁海                           | AKB48チーム8                      | AKB48チームK                      | 2015年9月1日 - 2019年5月30日  | ■           |
| 坂口渚沙                           | AKB48チーム8                      | AKB48チームB                      | 2015年9月1日 - 2018年4月1日   | ▲           |
| メロディー・ヌランダニ・ラクサニ   | JKT48チームJ                      | JKT48チームT                      | 2016年12月1日 - 2018年3月31日 | ■           |
| アヤナ・シャハブ                   | JKT48チームKIII                   | JKT48チームT                      | 2018年4月1日 - 6月30日        | ★           |
| AKB48チーム8メンバー               | AKB48チーム8                      | 他AKB48各チーム                   | 2018年4月2日 - 2022年4月18日  | [ 注釈 78 ] |
| アニンディタ・ラーマ・チャヒャディ | JKT48チームKIII                   | JKT48チームT                      | 2019年7月21日 - 12月31日      |             |
| アニンディタ・ラーマ・チャヒャディ | JKT48チームKIII                   | JKT48チームJ                      | 2020年1月1日 - 2021年3月14日  |             |
| アニンディタ・ラーマ・チャヒャディ | JKT48チームKIII                   | JKT48チームT                      | 2020年8月22日 - 2021年3月12日 | 3チーム兼任 |
| AKB48チーム8メンバー               | AKB48チーム8                      | 他AKB48各チーム                   | 2022年4月19日 - 2023年4月30日 | ★           |
| Hoop                               | BNK48 チームBIII                  | BNK48 チームNV                    | 2022年6月2日 - 2023年8月6日   |             |
| Paeyah                             | BNK48 チームNV                    | BNK48 チームBIII                  | 2022年6月2日 - 2023年8月6日   |             |
| Marine                             | BNK48 チームBIII / BNK48 チームNV | BNK48 チームBIII / BNK48 チームNV | 2024年9月15日 -               |             |

- 太字：兼任元・兼任先の両グループ（同一グループでは両チーム）に兼任状態での在籍を継続しているメンバー。
- ★：兼任ののち、そのまま兼任先グループ（チーム）へ移籍したメンバー。
- ▲：兼任先グループ（チーム）が変更されたため、兼任を終了したメンバー。
- ■：グループ卒業に伴い、兼任を終了したメンバー。
- 乃木坂46はAKB48グループには含まれないが、便宜上記載している。
- 2018年9月に実施された短期留学についても便宜上記載している。

## オーディション
AKB48グループのほぼすべてのメンバーは随時各グループにおいて開催されるメンバーオーディションを経て加入している。AKB48グループ全体のオーディションとしては、2013年と2015年、2018年に『AKB48グループ ドラフト会議』が開催されている。AKB48グループのメンバーオーディションは、SDN48を除いて応募時点で芸能事務所に所属していない女性を対象としている。

### AKB48グループのオーディションの推移
| 分類 | 分類                  | 形態   | 応募期間                        | 最終審査                  | お披露目          | 人数   | 人数   | 人数   | 特記事項                                            |
| グループ | 期/枠                 | 形態   | 応募期間                        | 最終審査                  | お披露目          | 全     | 現     | 元     | 特記事項                                            |
| 2005年 | 2005年                | 2005年 | 2005年                          | 2005年                    | 2005年            | 2005年 | 2005年 | 2005年 | 2005年                                              |
| --- | --------------------- | ------ | ------------------------------- | ------------------------- | ----------------- | ------ | ------ | ------ | --------------------------------------------------- |
| AKB48 | 1期                   | 正     | 2005年07月 - 09月30日           | 2005年10月30日            | 2005年12月08日    | 20     | 0      | 20     |                                                     |
| 2006年 |                       |        |                                 |                           |                   |        |        |        |                                                     |
| AKB48 | 2期                   | 正     | 2005年10月 - 2006年02月17日     | 2006年02月26日            | 2006年04月01日    | 17     | 0      | 17     | テレビ電話                                          |
| AKB48 | 3期                   | 正     | 2006年06月 - 11月15日           | 2006年12月03日            | 2006年12月09日    | 18     | 0      | 18     |                                                     |
| 2007年 |                       |        |                                 |                           |                   |        |        |        |                                                     |
| AKB48 | 4期                   | 研     | 2007年04月17日 - 05月15日       | 2007年05月27日            | 2007年06月16日    | 18     | 0      | 18     |                                                     |
| AKB48 | 5期                   | 研     | - 2007年09月18日                | 2007年10月06日            | 2007年12月08日    | 13     | 0      | 13     |                                                     |
| 2008年 |                       |        |                                 |                           |                   |        |        |        |                                                     |
| AKB48 | 6期                   | 研     | - 2008年03月17日                | 2008年04月03日            | 2008年04月28日    | 04     | 0      | 04     |                                                     |
| SKE48 | 1期                   | 正     | 2008年06月01日 - 07月13日       | 2008年07月30日            | 2008年08月23日    | 22     | 0      | 22     |                                                     |
| AKB48 | 7期                   | 研     | 2008年10月01日 - 10月30日       | 2008年12月                | 2009年01月18日    | 11     | 0      | 11     |                                                     |
| 2009年 |                       |        |                                 |                           |                   |        |        |        |                                                     |
| SKE48 | 2期                   | 正     | 2009年02月01日 - 03月15日       | 2009年03月29日            | 2009年04月25日    | 24     | 0      | 24     |                                                     |
| AKB48 | 8期                   | 研     | - 2009年04月06日                | 2009年04月                | 2009年05月26日    | 15     | 0      | 15     |                                                     |
| SDN48 | 1期                   | 正     | 2009年05月07日 - 05月30日       | 2009年06月14日            | 2009年08月01日    | 17     | 0      | 17     |                                                     |
| AKB48 | 9期                   | 研     | - 2009年09月07日                | 2009年09月20日            | 2009年11月14日    | 14     | 0      | 14     |                                                     |
| SKE48 | 3期                   | 研     | 2009年09月01日 - 09月30日       | 2009年11月01日            | 2009年11月14日    | 13     | 01     | 12     |                                                     |
| 2010年 |                       |        |                                 |                           |                   |        |        |        |                                                     |
| SDN48 | 2期                   | 正     | 2009年12月29日 - 2010年01月24日 | 2010年02月07日            | 2010年03月25日    | 16     | 0      | 16     |                                                     |
| AKB48 | 10期                  | 研     | 2010年02月01日 - 03月01日       | 2010年03月                | 2010年06月24日    | 10     | 0      | 10     |                                                     |
| AKB48 | 11期                  | 研     | 2010年07月01日 - 07月10日       | 2010年07月24日            | 2010年10月10日    | 10     | 0      | 10     |                                                     |
| SKE48 | 4期                   | 研     | 2010年07月20日 - 08月20日       | 2010年09月30日            | 2010年10月05日    | 16     | 0      | 16     |                                                     |
| NMB48 | 1期                   | 研     | 2010年07月10日 - 08月20日       | 2010年10月07日            | 2010年10月09日    | 26     | 0      | 26     | 公開（スター姫さがし太郎）                          |
| 2011年 |                       |        |                                 |                           |                   |        |        |        |                                                     |
| AKB48 | 12期                  | 研     | - 2011年02月03日                | 2011年02月20日            | 2011年05月28日    | 09     | 0      | 09     |                                                     |
| SDN48 | 3期                   | 正     | - 2011年03月18日                | 2011年04月09日            | 2011年05月27日    | 07     | 0      | 07     |                                                     |
| NMB48 | 2期                   | 研     | 2011年03月01日 - 04月07日       | 2011年05月                | 2011年06月05日    | 23     | 0      | 23     | 公開（スター姫さがし太郎）                          |
| HKT48 | 1期                   | 正     | 2011年05月01日 - 05月31日       | 2011年07月10日            | 2011年10月23日    | 21     | 0      | 21     |                                                     |
| AKB48 | 13期                  | 研     | 2011年07月08日 - 07月15日       | 2011年09月24日            | 2011年12月08日    | 16     | 01     | 15     | 全国9都市9会場                                      |
| SKE48 | 5期                   | 研     | 2011年09月05日 - 09月30日       | 2011年10月16日            | 2011年11月26日    | 13     | 0      | 13     |                                                     |
| JKT48 | 1期                   | 正     | 2011年09月13日 - 09月18日       | 2011年11月02日            | 2011年11月02日    | 28     | 01     | 27     |                                                     |
| NMB48 | 3期                   | 研     | 2011年10月10日 - 11月15日       | 2011年12月25日            | 2012年02月18日    | 23     | 0      | 23     |                                                     |
| 2012年 |                       |        |                                 |                           |                   |        |        |        |                                                     |
| AKB48 | 14期                  | 研     | 2012年04月18日 - 04月30日       | 2012年05月13日            | 2012年07月09日    | 06     | 0      | 06     |                                                     |
| HKT48 | 2期                   | 研     | 2012年05月10日 - 06月04日       | 2012年06月23日            | 2012年09月23日    | 21     | 02     | 19     |                                                     |
| NMB48 | 4期                   | 研     | 2012年08月01日 - 08月31日       | 2012年10月                | 2012年12月23日    | 16     | 01     | 15     |                                                     |
| JKT48 | 2期                   | 研     | 2012年08月13日 - 08月31日       | 2012年11月03日            | 2012年11月03日    | 31     | 0      | 31     |                                                     |
| SKE48 | 6期                   | 研     | 2012年08月15日 - 09月15日       | 2012年11月17日            | 2013年02月28日    | 20     | 03     | 17     |                                                     |
| 2013年 |                       |        |                                 |                           |                   |        |        |        |                                                     |
| AKB48 | 15期                  | 研     | 2012年12月20日 - 2013年01月08日 | 2013年01月19日            | 2013年06月05日    | 08     | 02     | 06     |                                                     |
| AKB48 | 15期                  | 研     | 2012年12月20日 - 2013年01月08日 | 2013年01月19日            | 2013年10月28日    | 02     | 0      | 02     |                                                     |
| AKB48 | 15期                  | 研     | 2012年12月20日 - 2013年01月08日 | 2013年01月19日            | 2014年04月14日    | 02     | 0      | 02     |                                                     |
| HKT48 | 3期                   | 研     | 2013年06月01日 - 06月30日       | 2013年08月04日            | 2013年11月02日    | 09     | 02     | 07     |                                                     |
| AKB48 | ドラフト 1期          | 正     | 2013年08月12日 - 09月03日       | 2013年11月10日            | 2014年02月 - 03月 | 06     | 0      | 06     | ドラフト会議 公開（Web/テレビ） メンバーによる審査  |
| SKE48 | ドラフト 1期          | 正     | 2013年08月12日 - 09月03日       | 2013年11月10日            | 2014年02月 - 03月 | 08     | 01     | 07     | ドラフト会議 公開（Web/テレビ） メンバーによる審査  |
| NMB48 | ドラフト 1期          | 正     | 2013年08月12日 - 09月03日       | 2013年11月10日            | 2014年03月16日    | 04     | 0      | 04     | ドラフト会議 公開（Web/テレビ） メンバーによる審査  |
| HKT48 | ドラフト 1期          | 正     | 2013年08月12日 - 09月03日       | 2013年11月10日            | 2014年03月11日    | 01     | 0      | 01     | ドラフト会議 公開（Web/テレビ） メンバーによる審査  |
| 2014年 |                       |        |                                 |                           |                   |        |        |        |                                                     |
| AKB48 | Team8 全国一斉        | 正     | 2014年01月24日 - 02月23日       | 2014年03月02日            | 2014年04月03日    | 47     | 6      | 41     | 47都道府県47会場                                    |
| JKT48 | 3期                   | 研     | 2013年11月03日 - 11月30日       | 2014年03月15日            | 2014年03月15日    | 32     | 02     | 30     | 公開（Web）                                         |
| AKB48 | 大人AKB48※            | 特     | 2014年03月04日 - 03月28日       | 2014年04月12日            | 2014年04月17日    | 01     | 0      | 01     | 期間限定                                            |
| AKB48 | Team8 岐阜県          | 正     | 2014年06月20日 - 07月04日       | 2014年7月12日・13日       | 2014年07月27日    | 01     | 0      | 01     |                                                     |
| AKB48 | バイトAKB※            | 特     | 2014年08月10日 - 09月10日       | 2014年09月20日            | 2014年10月27日    | 50     | 00(5)  | 50(45) | 期間限定                                            |
| 2015年 |                       |        |                                 |                           |                   |        |        |        |                                                     |
| SKE48 | 7期                   | 研     | 2014年07月19日 - 08月31日       | 2015年01月09日 - 02月11日 | 2015年03月15日    | 15     | 03     | 12     | カラオケリクエスト投票 (DAM)                        |
| NMB48 | ポスト山田菜々        | 正     | 2014年11月30日 - 12月26日       | 2015年02月01日            | 2015年02月04日    | 01     | 0      | 01     |                                                     |
| AKB48 | Team8 福岡県          | 正     | 2015年02月04日 - 03月03日       | 2015年03月14日            | 2015年04月03日    | 01     | 0      | 01     |                                                     |
| JKT48 | 4期                   | 研候   | 2015年01月10日 - 01月31日       | 2015年05月                | 2015年05月17日    | 12     | 0      | 12     |                                                     |
| AKB48 | ドラフト 2期          | 研     | 2015年01月23日 - 02月12日       | 2015年05月10日            | 2015年07月01日    | 07     | 01     | 06     | ドラフト会議 公開（Web/テレビ） メンバーによる審査  |
| SKE48 | ドラフト 2期          | 研     | 2015年01月23日 - 02月12日       | 2015年05月10日            | 2015年06月12日    | 05     | 01     | 04     | ドラフト会議 公開（Web/テレビ） メンバーによる審査  |
| NMB48 | ドラフト 2期          | 研     | 2015年01月23日 - 02月12日       | 2015年05月10日            | 2015年07月05日    | 07     | 0      | 07     | ドラフト会議 公開（Web/テレビ） メンバーによる審査  |
| HKT48 | ドラフト 2期          | 研     | 2015年01月23日 - 02月12日       | 2015年05月10日            | 2015年06月27日    | 03     | 01     | 02     | ドラフト会議 公開（Web/テレビ） メンバーによる審査  |
| NGT48 | ドラフト 2期          | 正     | 2015年01月23日 - 02月12日       | 2015年05月10日            | 2015年05月24日    | 02     | 01     | 01     | ドラフト会議 公開（Web/テレビ） メンバーによる審査  |
| NGT48 | 1期                   | 正     | 2015年04月10日 - 05月18日       | 2015年07月25日            | 2015年08月21日    | 22     | 01     | 21     |                                                     |
| AKB48 | 台湾                  | 研     | 2015年04月17日 - 05月16日       | 2015年08月06日            | 2015年12月15日    | 17     | 02     | 15     |                                                     |
| 2016年 |                       |        |                                 |                           |                   |        |        |        |                                                     |
| AKB48 | バイトAKB ぱるる選抜※ | 特     | 2015年11月15日 - 12月20日       | 2016年02月06日            | 2016年03月20日    | 02     | 0      | 02     | 期間限定                                            |
| JKT48 | 5期                   | 研候   | 2016年04月01日 - 05月10日       | 2016年05月                | 2016年05月28日    | 17     | 0      | 017    |                                                     |
| AKB48 | Team8 愛知県          | 正     | 2016年04月25日 - 05月12日       | 2016年05月31日            | 2016年06月25日    | 01     | 0      | 01     |                                                     |
| AKB48 | Team8 三重県          | 正     | 2016年04月25日 - 05月12日       | 2016年05月31日            | 2016年06月25日    | 01     | 0      | 01     |                                                     |
| AKB48 | Team8 長崎県          | 正     | 2016年04月25日 - 05月12日       | 2016年05月31日            | 2016年06月25日    | 01     | 0      | 01     |                                                     |
| NMB48 | 5期                   | 研     | 2016年02月09日 - 03月20日       | 2016年04月                | 2016年06月28日    | 10     | 02     | 08     |                                                     |
| HKT48 | 4期                   | 研     | 2015年12月19日 - 2016年02月29日 | 2016年06月                | 2016年07月12日    | 10     | 02     | 08     |                                                     |
| AKB48 | 16期                  | 研     | 2016年08月22日 - 09月04日       | 2016年10月16日            | 2016年12月08日    | 19     | 05     | 14     | SHOWROOM                                            |
| SKE48 | 8期                   | 研     | 2016年08月10日 - 09月09日       | 2016年10月29日            | 2016年11月19日    | 19     | 08     | 11     | SHOWROOM                                            |
| AKB48 | Team8 石川県          | 正     | 2016年10月12日 - 10月31日       | 2016年11月12日            | 2016年12月09日    | 01     | 0      | 01     |                                                     |
| AKB48 | Team8 長野県          | 正     | 2016年10月12日 - 10月31日       | 2016年11月13日            | 2016年12月09日    | 01     | 0      | 01     |                                                     |
| BNK48 | 1期                   | 正     | 2016年07月29日 - 08月31日       | 2016年12月18日            | 2017年02月12日    | 29     | 0      | 29     |                                                     |
| 2017年 |                       |        |                                 |                           |                   |        |        |        |                                                     |
| AKB48 | Team8 大分県          | 正     | 2017年01月30日 - 02月20日       | 2017年03月                | 2017年03月20日    | 01     | 0      | 01     |                                                     |
| STU48 | 1期                   | 正     | 2017年01月16日 - 02月05日       | 2017年03月19日            | 2017年03月31日    | 31     | 04     | 27     | 瀬戸内7県7会場 SHOWROOM                             |
| AKB48 | Team8 佐賀県          | 正     | 2017年05月15日 - 06月13日       | 2017年06月24日            | 2017年08月08日    | 01     | 0      | 01     |                                                     |
| AKB48 | Team8 広島県          | 正     | 2017年06月26日 - 07月24日       | 2017年08月05日            | 2017年09月02日    | 01     | 0      | 01     |                                                     |
| AKB48 | Team8 徳島県          | 正     | 2017年07月03日 - 07月31日       | 2017年08月                | 2017年09月10日    | 01     | 0      | 01     |                                                     |
| AKB48 | Team8 島根県          | 正     | 2017年08月28日 - 10月02日       | 2017年10月                | 2017年11月19日    | 01     | 0      | 01     |                                                     |
| 2018年 |                       |        |                                 |                           |                   |        |        |        |                                                     |
| AKB48 | ドラフト 3期          | 研     | 2017年09月24日 - 10月09日       | 2018年01月21日            | 2018年03月03日    | 18     | 02     | 16     | ドラフト会議 公開（Web） SHOWROOM ファン投票        |
| SKE48 | ドラフト 3期          | 研     | 2017年09月24日 - 10月09日       | 2018年01月21日            | 2018年02月12日    | 05     | 03     | 02     | ドラフト会議 公開（Web） SHOWROOM ファン投票        |
| NMB48 | ドラフト 3期          | 研     | 2017年09月24日 - 10月09日       | 2018年01月21日            | 2018年03月10日    | 15     | 04     | 11     | ドラフト会議 公開（Web） SHOWROOM ファン投票        |
| HKT48 | ドラフト 3期          | 研     | 2017年09月24日 - 10月09日       | 2018年01月21日            | 2018年03月31日    | 05     | 0      | 05     | ドラフト会議 公開（Web） SHOWROOM ファン投票        |
| NGT48 | ドラフト 3期          | 研     | 2017年09月24日 - 10月09日       | 2018年01月21日            | 2018年02月25日    | 05     | 02     | 03     | ドラフト会議 公開（Web） SHOWROOM ファン投票        |
| STU48 | ドラフト 3期          | 研     | 2017年09月24日 - 10月09日       | 2018年01月21日            | 2018年03月03日    | 05     | 02     | 03     | ドラフト会議 公開（Web） SHOWROOM ファン投票        |
| TPE48 | 1期                   | 正/研  | 2017年09月01日 - 10月01日       | 2018年02月04日            | 2018年03月10日    | 39     | 7      | 32     | 公開（Web）                                         |
| JKT48 | 6期                   | B      | 2017年10月01日 - 11月05日       | 2018年04月08日            | 2018年04月08日    | 14     | 01     | 13     |                                                     |
| BNK48 | 2期                   | 研     | 2017年12月25日 - 2018年02月01日 | 2018年04月                | 2018年04月29日    | 27     | 0      | 27     | 公開（Web）                                         |
| AKB48 | Team8 福島県          | 正     | 2018年03月05日 - 04月02日       | 2018年04月14日            | 2018年04月29日    | 01     | 0      | 01     |                                                     |
| AKB48 | Team8 高知県          | 正     | 2018年03月05日 - 04月02日       | 2018年04月15日            | 2018年04月29日    | 01     | 0      | 01     |                                                     |
| MNL48 | 1期                   | 正/研  | 2016年12月03日 - 2017年12月03日 | 2018年04月28日            | 2018年04月30日    | 67     | 03     | 64     | 総選挙 公開（テレビ/Web）                           |
| NGT48 | 2期                   | 研     | 2018年02月01日 - 02月28日       | 2018年04月28日            | 2018年06月12日    | 16     | 02     | 14     | SHOWROOM                                            |
| NMB48 | 6期                   | 研     | 2018年04月29日 - 05月31日       | 2018年06月23日            | 2018年07月28日    | 14     | 01     | 12     |                                                     |
| AKB48 | Team8 山形県          | 正     | 2018年05月18日 - 06月27日       | 2018年07月08日            | 2018年08月08日    | 01     | 0      | 01     |                                                     |
| AKB48 Team SH | 1期                   | 正     | 2018年04月10日 - 05月31日       | 2018年07月24日            | 2018年08月08日    | 23     | 14     | 09     | 6都市6会場                                          |
| HKT48 | 5期                   | 研     | 2018年05月27日 - 07月01日       | 2018年09月02日            | 2018年11月26日    | 14     | 06     | 08     | セミナー開催 SHOWROOM                               |
| JKT48 | 7期                   | B      | 2018年06月29日 - 08月31日       | 2018年09                  | 2018年09月29日    | 20     | 06     | 14     |                                                     |
| AKB48 | Team8 鹿児島県        | 正     | 2018年08月10日 - 09月07日       | 2018年09月17日            | 2018年10月20日    | 01     | 0      | 01     |                                                     |
| SGO48 | 1期                   |        | 2018年08月10日 - 09月09日       | 2018年11月11日            | 2018年11月17日    | 29     | 0      | 29     | 公開（Web）                                         |
| SKE48 | 9期                   | 研     | 2018年09月17日 - 11月04日       | 2018年12月09日            | 2018年12月31日    | 20     | 09     | 11     | SHOWROOM                                            |
| 2019年 |                       |        |                                 |                           |                   |        |        |        |                                                     |
| JKT48 | 8期                   | B      | 2019年02月08日 - 04月07日       | 2019年04月15              | 2019年04月27日    | 18     | 03     | 15     |                                                     |
| MNL48 | 2期                   | 正     | 2019年01月31日 - 02月28日       | 2019年04月27日            | 2019年04月30日    | 07     | 01     | 06     | 総選挙 公開（Web）                                  |
| AKB48 Team SH | 2期                   | 研     | 2019年05月27日 - 07月17日       | 2019年07月27日            | 2019年08月25日    | 22     | 13     | 09     | 4都市4会場                                          |
| CGM48 | 1期                   |        | 2019年06月15日 - 07月15日       | 2019年09                  | 2019年10月26日    | 23     | 17     | 06     |                                                     |
| AKB48 | Team8 不在県合同      | 正     | 2019年08月13日 - 09月13日       | 2019年09月22日            | 2019年10月06日    | 11     | 01     | 02     |                                                     |
| AKB48 | Team8 不在県合同      | 正     | 2019年08月13日 - 09月13日       | 2019年09月22日            | 2019年10月13日    | 11     | 0      | 03     |                                                     |
| AKB48 | Team8 不在県合同      | 正     | 2019年08月13日 - 09月13日       | 2019年09月22日            | 2019年10月14日    | 11     | 0      | 04     |                                                     |
| AKB48 | Team8 不在県合同      | 正     | 2019年08月13日 - 09月13日       | 2019年09月22日            | 2019年11月09日    | 11     | 0      | 01     |                                                     |
| STU48 | 2期                   | 研     | 2019年08月05日 - 09月02日       | 2019年10月27日            | 2019年12月21日    | 24     | 12     | 12     | セミナー開催 公開（Web/テレビ） SHOWROOM ファン投票 |
| SKE48 | 10期                  | 研     | 2019年07月25日 - 09月01日       | 2019年11月10日 - 11月17日 | 2019年12月21日    | 11     | 03     | 08     | 特別レッスンあり 公開（Web） SHOWROOM ファン投票    |
| DEL48 | 1期                   |        | 2019年06月19日 - 07月31日       | 2019年11月22日            | 2019年12月30日    | 22     | 0      |        | 22                                                  |
| JKT48 | 9期                   | B      | 2019年10月08日 - 11月11日       | 2019年11月22              | 2019年12月01日    | 13     | 03     | 10     |                                                     |
| AKB48 Team TP | 2期                   | 研     | 2019年08月01日 - 09月30日       | 2019年11                  | 2019年12月21日    | 08     | 0      | 08     |                                                     |
| AKB48 | Team8 福井県          | 正     | 2019年10月21日 - 11月15日       | 2019年11月23日            | 2019年12月28日    | 01     | 01     | 0      |                                                     |
| 2020年 |                       |        |                                 |                           |                   |        |        |        |                                                     |
| BNK48 | 3期                   | 研     | 2020年01月02日 - 01月31日       | 2020年3月7日              | 2020年08月09日    | 19     | 08     | 11     |                                                     |
| JKT48 | 10期                  | B      | 2020年06月02日 - 06月30日       | 未定                      | 2020年08月27日    | 8      | 06     | 02     | [ 注釈 84 ]                                         |
| NMB48 | 7期                   | 研     | 2020年01月01日 - 02月7日        | 未定                      | 2020年09月12日    | 12     | 03     | 09     | [ 注釈 85 ]                                         |
| AKB48 Team SH | 3期                   | 研     | 2020年04月25日 - 07月20日       | 未定                      | 2020年09月26日    | 10     | 07     | 03     |                                                     |
| MNL48 | 3期                   |        | 2020年01月31日 - 02月29日       | 未定                      | 未定              | 12     | 07     | 05     |                                                     |
| SGO48 | 2期                   |        | 未定（延期）                    |                           |                   |        |        |        |                                                     |
| 2021年 |                       |        |                                 |                           |                   |        |        |        |                                                     |
| AKB48 Team SH | 4期                   | 研     | 2021年04月30日 - 07月16日       | 未定                      | 未定              | 06     | 04     | 02     |                                                     |
| NMB48 | 8期                   | 研     | 2021年08月14日 - 09月30日       | 2021年02                  | 2022年01月01日    | 14     | 11     | 03     |                                                     |
| STU48 | New Wave Project      | 研     | 未定                            | 2022年01月 - 02月27日     | 2022年05月03日    | 04     | 04     | 0      |                                                     |
| HKT48 | 6期                   | 研     | 2021年12月10日 - 2022年01月10日 | 2022年03月31日            | 2022年05月07日    | 18     | 15     | 03     |                                                     |
| AKB48 | 17期                  | 研     | 2021年12月15日 - 2022年02月07日 | 2022年03月26日 - 03月27日 | 2022年5月4日      | 11     | 09     | 02     |                                                     |
| SKE48 | 11期                  | 研     | 2021年12月20日 - 2022年1月16日  | 2022年02月27日            | 2022年4月5日      | 07     | 06     | 01     |                                                     |
| 2022年 |                       |        |                                 |                           |                   |        |        |        |                                                     |
| NGT48 | 3期                   | 研     | 2022年01月11日 - 02月28日       | 2022年04月09日 -04月10日  | 2022年6月1日      | 12     | 07     | 05     |                                                     |
| AKB48 Team TP | 3期                   | 研     | 2022年02月16日 - 03月31日       |                           | 2022年9月26日     | 04     | 04     | 0      |                                                     |
| AKB48 Team SH | 5期                   | 研     | 2022年06月01日 - 07月24日       |                           | 2022年9月3日      | 05     | 05     | 0      |                                                     |
| NMB48 | 9期                   | 研     | 2022年07月20日 - 08月21日       |                           | 2022年12月19日    | 19     | 16     | 03     |                                                     |
| BNK48 | 4期                   | 研     | 2022年06月03日 - 06月26日       |                           | 2022年10月30日    | 11     | 10     | 01     |                                                     |
| CGM48 | 2期                   | 研     | 2022年06月03日 - 06月26日       |                           | 2022年10月30日    | 7      | 05     | 02     |                                                     |
| JKT48 | 11期                  | 研     | 2022年08月22日 - 09月22日       |                           | 2022年10月31日    | 14     | 12     | 02     |                                                     |
| AKB48 | 18期                  | 研     | 2022年10月09日 - 2022年11月19日 |                           | 2023年4月9日      | 08     | 08     | 0      |                                                     |
| STU48 | 3期                   | 研     | 2022年11月10日 - 12月09日       | 2023年2月中旬             | 2023年4月9日      | 14     | 07     | 07     |                                                     |
| 2023年 |                       |        |                                 |                           |                   |        |        |        |                                                     |
| MNL48 | 4期                   |        | 2023年04月4日 - 06月30日        |                           |                   | 04     | 04     | 0      |                                                     |
| AKB48 Team TP | 4期                   | 研     | 2023年05月01日 - 07月20日       |                           | 2023年7月4日      | 08     | 08     | 0      |                                                     |
| SKE48 | 12期                  | 研     | 2023年05月06日 - 2023年06月04日 | 2023年7月上旬             | 2023年10月1日     | 11     | 08     | 03     |                                                     |
| JKT48 | 12期                  | 研     | 2023年08月23日 - 09月30日       |                           | 2023年11月18日    | 17     | 15     | 02     |                                                     |
| NGT48 | 4期                   | 研     | 2023年06月5日 - 06月30日        | 2022年08月27日            | 2023年12月10日    | 13     | 10     | 03     |                                                     |
| AKB48 Team SH | 6期                   | 研     |                                 |                           | 2023年10月6日     | 03     | 02     | 01     |                                                     |
| AKB48 | 19期                  | 研     | 2023年10月22日 - 2023年11月19日 | 2024年01月27日            | 2024年03月27日    | 05     | 05     | 0      |                                                     |
| BNK48 | 5期                   | 研     | 2023年10月30日 - 2023年12月11日 |                           | 2024年02月20日    | 12     | 11     | 01     |                                                     |
| HKT48 | 7期                   | 研     | 2023年11月27日 - 2024年01月15日 | 2024年04月14日            | 2024年05月09日    | 16     | 14     | 02     |                                                     |
| 2024年 |                       |        |                                 |                           |                   |        |        |        |                                                     |
| CGM48 | 3期                   | 研     | 2024年02月26日 - 03月31日       |                           | 2024年7月6日      | 05     | 05     | 05     |                                                     |
| NMB48 | 10期                  | 研     | 2024年01月22日 - 2024年02月29日 |                           | 2024年07月11日    | 15     | 14     | 01     |                                                     |
| KLP48 | 1期                   | 研     | 2024年02月19日 - 2024年03月31日 | 2024年05月上旬            | 2024年07月27日    | 09     | 09     | 0      |                                                     |
| AKB48 Team TP | 5期                   | 研     | 2024年01月23日 - 02月25日       |                           | 2024年8月17日     | 12     | 11     | 01     |                                                     |
| AKB48 | 20期                  | 研     | 2024年05月26日 - 2024年07月07日 |                           | 2024年12月20日    | 03     | 03     | 0      |                                                     |
| JKT48 | 13期                  | 研     | 2024年08月26日 - 09月30日       |                           | 2024年10月31日    | 09     | 09     | 0      |                                                     |
| SKE48 | 13期                  | 研     | 2024年10月15日 - 2024年11月17日 |                           | 2025年3月15日     | 14     | 14     | 0      |                                                     |
| AKB48 Team SH | 7期                   | 研     | 2024年10月 - 11月               |                           | 2025年01月19日    | 05     | 05     | 0      |                                                     |
| NGT48 | 5期                   | 研     | 2024年11月1日 - 2024年11月17日  |                           | 2025年01月25日    | 11     | 11     | 0      |                                                     |
| CGM48 | 4期                   | 研     | 2025年01月1日 - 01月31日        |                           | 2025年03月22日    | 08     | 08     | 0      |                                                     |
| AKB48 Team TP | 5期                   | 研     | 2025年2月17日 - 2025年4月6日    |                           |                   | 12     | 12     | 0      |                                                     |
| BNK48 | 6期                   | 研     | 2025年3月15日 - 2025年4月16日   |                           |                   | 09     | 09     | 0      |                                                     |
| STU48 | 4期                   | 研     | 2025年04月05日 - 05月08日       | 2025年7月5日              |                   | 0      | 0      | 0      |                                                     |
| AKB48 | 21期                  | 研     | 2025年05月05日 - 2025年06月29日 | 2025年8月30日             |                   | 0      | 0      | 0      |                                                     |
| NMB48 | 11期                  | 研     | 2025年05月09日 - 2025年06月22日 |                           |                   | 0      | 0      | 0      |                                                     |
| 正：正規メンバー、研：研究生/研修生、特：期間限定での在籍を前提としたもの、研候：研究生候補生、B：JKT48アカデミー クラスB |                       |        |                                 |                           |                   |        |        |        |                                                     |

### 通常のオーディションを経過せず加入したメンバー
以下のメンバーは通常のオーディションを経過せずに加入している。太字は現役メンバー。
- 篠田麻里子（AKB48 1.5期生） - 第1期生オーディション落選後、AKB48劇場内にあった「48's Cafe」の従業員として働いているところをスカウトされ加入。
- 江口愛実（AKB48 12.5期生） - バーチャルキャラクターであり実在しないが、正式にメンバーの一人として扱われていた[212]。
- 城恵理子（NMB48 4.5期生、元2期生） - 2013年、「特別オーディション」に合格[213]。
- 李始燕（NMB48 7.5期生） - NMB48の7期生オーディションを受験したものの、コロナ禍により韓国から来日できなかったため、最終オーディションを受けることができなかった。その後、2021年に「追加オーディション」が行われて合格となった。
- Cole（MNL48 1期生追加メンバー） - 加入経緯不明。
- MNL48 TGC選抜 - MNL48の第2回総選挙にランクインしなかった1期生および2期生候補者から、それぞれ5名（後に1期生1名追加）が選抜され加入した。
  - Sam、Trish、Nile、Frances、Jean、Ella、Karla、Gia、Mela、Princess、Essel
- Mari（MNL48 3期生、元1期生） - 2022年、3期生として復帰。復帰経緯不明。
- Lara（MNL48 1期生）[注釈 88] - 2024年に解雇されたが、2025年に復帰。復帰経緯不明。
- Andi（MNL48 1期生）[注釈 88] - 2023年に卒業したが、2025年に復帰。復帰経緯不明。
- 渐蔷薇（AKB48 Team SH 2期生）[注釈 88] - 2024年、病退で活動終了したが、同年に復帰。復帰経緯不明。

## 活動の流れ

### 劇場公演デビュー
AKB48グループは基本的に常設劇場を拠点に活動しているため、メンバーは劇場公演デビューに向けたレッスンを行う。

### CDデビュー
AKB48グループは選抜メンバー制度が採用されているため、シングル表題曲やカップリング曲など形態を問わずCDデビューするまでの期間はメンバーによって異なる。初期から在籍するメンバーはグループのCDデビューとともにデビューとなる場合が多いが、一部のメンバーは所属グループのそれに先立ってAKB48の楽曲に選抜されデビューとなる場合がある。

### 昇格
研究生として加入したメンバーは、正規メンバーとなるチーム所属メンバーへの昇格を目指し活動する。AKB48グループで昇格までの期間の最短は東李苑（SKE48、劇場公演デビューから18日で発表）で、最長は同じくSKE48の松村香織で、約5年半の研究生時代のなか、SKE48終身名誉研究生を経て正規メンバーに昇格している。

### 人事異動
AKB48グループのメンバーは、チームのメンバーを入れ替える「組閣」を経験したり、一部のメンバーはグループ間における移籍や兼任（解除）を自ら申し出たり、運営側から言い渡されることがある。

### 卒業
先述のとおり、AKB48グループは「次の目標へのステップ」という概念のもとでの活動方針があるため、各メンバーはいずれグループから離脱することが前提となっている。一般的にAKB48グループを離脱する場合には「卒業」という表現が用いられる。卒業するメンバーは基本的に所属するグループの劇場で「卒業公演」を実施する。とくに人気や貢献度が高いようなメンバーに関しては卒業コンサートや卒業セレモニーが開催される場合があり、さらにオリジナルの卒業ソングやシングル表題曲におけるセンターが与えられることもある。
研究生や活動歴の浅いメンバーに関しては「（活動）辞退」という表現が用いられる場合がある。またスキャンダルの引責としてグループ離脱を申し出る者も「卒業」ではなく「辞退」が用いられる場合がある。辞退するメンバーに関しては卒業公演も行われない場合が多い。そのほか、グループ離脱を指す表現としては「脱退」「解雇」「契約解除」「契約満了」がある。

### 卒業後の動向
各グループを抜けた後にはプロジェクトの枠内に留まることはできず、グループ卒業はAKB48グループ卒業を意味する。所属事務所についても、日本国内ではSKE48、NMB48を除いてグループ限定の運営会社であるため、卒業後は原則として事務所も退社することになる。NMB48は運営会社のShowtitleを含み、同じ吉本興業系列会社ならばそのまま在籍できる場合がある。JKT48、BNK48では運営会社にそのまま在籍し芸能活動を続ける者もいる。
グループ離脱後は、アイドルを名乗らずに女優、タレント、歌手、モデル、声優などとして芸能界で活動する者や、アナウンサーに転身する者、芸能界を引退して学業に専念する者、一般職に就く者などさまざまである。一方で、AKB48グループとは無関係のアイドルグループに加入したり、自らが代表となってアイドルグループを立ち上げたりする例もある。

## 活動

### 主なイベント
- AKB48グループ リクエストアワー（2009年 - 2020年）[注釈 94]
- AKB48選抜総選挙（2009年 - 2018年）
- 見逃した君たちへ〜AKB48グループ全公演〜（2011年5月 - 6月）
  - 「見逃した君たちへ2」〜AKB48グループ全公演〜（2012年5月）
  - 「思い出せる君たちへ」〜AKB48グループ全公演〜（2013年5月）
- AKB48グループ成人式（2012年 - 2020年、神田明神）[注釈 95][226][227]
- AKB48グループじゃんけん大会（2011年 - 2018年）[注釈 96]
- AKB48紅白対抗歌合戦（2011年 - 2018年）
- AKB48グループ ドラフト会議（2013年・2015年・2018年）
- AKB48グループ チーム対抗大運動会（2015年・2016年）
- れなっち総選挙（2015年 - 2017年）
- AKB48グループ センター試験（2018年）[68]
- AKB48 Group Asia Festival（2019年1月・2019年8月・2021年6月） - AKB48・JKT48・BNK48・MNL48・AKB48 Team SH・AKB48 Team TP・SGO48[79]
- AKB48グループ歌唱力No.1決定戦（2019年 - ）[228]

### 慈善活動
- 「誰かのために」プロジェクト（2011年 - ）

### メディア
- AKB48 Group新聞（2011年12月 - 、KimiBoku / スポーツニッポン新聞社）
- 時事ドットコム AKB48グループニュースワイヤー（2015年11月 - 、時事通信社）

### コラボレーション
- AKB48 GROUP×Tカード（2015年4月1日発行、Tポイント・ジャパン） - AKB48・SKE48・NMB48・HKT48[229][230]
- AKBックリマンチョコ（2017年6月6日、ロッテ） - チームEAST：AKB48・NGT48、チームWEST：SKE48・NMB48・HKT48[注釈 97]

## 劇場公演
AKB48グループの活動の軸として、おもに各グループの専用劇場で劇場公演を行っている。劇場公演は一般のライブやコンサートの一種であるが、AKB48グループの劇場で行われるものは一貫して「（劇場）公演」と呼ばれ、ライブ・コンサートとは分けられている。劇場公演用のセットリストが用意され、各チームが繰り返し上演する。AKB48のオリジナル公演を姉妹グループが踏襲する場合などは「おさがり公演」と呼ばれる。本来、おさがり公演を行った後に順次オリジナル公演を実施することになっており、2013年8月には当時の日本国内全チームの新公演を書き下ろすことが発表されたが、秋元康ら制作陣の多忙などにより、ほぼ実現していない。2012年に実施されたAKB48各チームのウェイティング公演以降は、既存楽曲から選曲したセットリストによる劇場公演も行われるようになっている。日本国内グループの劇場公演の映像はDMM.comで「AKB48グループ LIVE!! ON DEMAND」としてライブ・アーカイブ配信されている。
公演フォーマットは、overture → 全体曲 → ユニット曲 → 全体曲 → アンコール後の全体曲という順に楽曲が披露され、都度メンバーの自己紹介とMCが入る。開演前と終演後にはメンバーによる影アナウンスが行われる。
通常公演の他に、以下のような特殊形態の公演が行われる場合がある。
生誕祭
直近に誕生日を迎えるメンバーを祝うイベント。
卒業公演
グループを卒業するメンバーの最終公演。終盤は曲が追加されるなど特別編成になる。SKE48では「劇場最終公演」と呼ばれる。
送る会・壮行会
姉妹グループへの移籍や兼任解除となったメンバーの最終公演。
特別公演
通常の公演と異なるメンバー編成・セットリストで行う公演。○周年記念公演、元日公演、全編通して特別構成の卒業公演、同期生公演などがある。
出張公演
姉妹グループが拠点を置く劇場で行う公演。2008年11月22日にSKE48がAKB48劇場で「PARTYが始まるよ」公演を実施したのが初である。

### 劇場公演一覧
秋元康作詞によるオリジナル公演を列挙。
| 初演年 | 公演タイトル               | オリジナル      | おさがり・リバイバル |
| ------ | -------------------------- | --------------- | --- |
| 2005年 | PARTYが始まるよ            | AKB48チームA    | - AKB48チームK（2006年） - SKE48チームS（2008年） - SKE48研究生（2010年・2015年） - NMB48 2期生（2011年） - HKT48研究生（2012年） - AKB48チーム8（2014年・2018年） - NGT48チームNIII（2016年） - NGT48研究生（2016年・2018年・2022年） - BNK48チームBIII（2018年） - BNK48研究生（2018年） - MNL48全チーム（2020年） |
| 2006年 | 会いたかった               | AKB48チームA    | - AKB48チームB（2007年） - SKE48チームKII（2009年） - SKE48研究生（2012年） - NMB48 3期生（2012年） - NMB48チームBII（2012年） - AKB48チーム8（2015年・2018年） |
| 2006年 | 青春ガールズ               | AKB48チームK    | - AKB48チームB（2007年） - NMB48チームN（2011年・2012年） - NMB48研究生（2013年） - JKT48チームKIII（2014年） - HKT48チームH（2014年） - SKE48研究生（2017年・2019年） - SKE48（2018年） - JKT48チームT（2018年） |
| 2006年 | 誰かのために               | AKB48チームA    | - NMB48チームN（2011年・2012年） - JKT48チームJ（2014年） - JKT48チームT（2017年） - NMB48チームM（2019年） |
| 2006年 | 脳内パラダイス             | AKB48チームK    | - HKT48研究生（2013年・2019年） |
| 2007年 | ただいま恋愛中             | AKB48チームA    | - AKB48チームA（2008年） - AKB48研究生（2008年・2022年） - NMB48チームBII（2013年） - HKT48ひまわり組（2015年） - AKB48チームB（2015年） - JKT48チームJ（2017年） |
| 2007年 | 僕の太陽                   | AKB48ひまわり組 | - AKB48チーム4（2011年） - AKB48研究生（2012年） - JKT48研究生（2013年） - JKT48チームKIII（2013年） - SKE48チームE（2013年） - JKT48チームJ（2015年） - AKB48（リバイバル、2016年・2021年） - JKT48チームT（2017年） - STU48 研究生（2020年） - SKE48チームS（2025年）                                              |
| 2007年 | 夢を死なせるわけにいかない | AKB48ひまわり組 | - AKB48（シアターGロッソ、2009年） - AKB48チーム4（2015年） - NGT48（2019年） |
| 2008年 | パジャマドライブ           | AKB48チームB    | - SKE48チームE（2011年） - JKT48（2012年） - JKT48研究生（2013年・2014年・2016年） - AKB48研究生（2013年・2018年） - HKT48ひまわり組（2013年） - AKB48チームB（2014年） - JKT48チームT（2015年） - NGT48チームNIII（2016年） - JKT48アカデミー クラスA（2019年） - NGT48研究生（2022年）                             |
| 2008年 | 最終ベルが鳴る             | AKB48チームK    | - AKB48チームK（2014年・2015年） - HKT48チームH（2014年） - JKT48チームKIII（2015年） - HKT48チームKIV（2016年） - SKE48チームKII（2018年） - BNK48チームBIII（2020年） |
| 2008年 | 恋愛禁止条例               | AKB48チームA    | - AKB48研究生（2010年） - JKT48チームJ（2012年） - AKB48チームA（2014年） - JKT48チームT（2016年） - NMB48チームBII（2017年） - AKB48 Team SH（2021年） - HKT48チームTII（2022年） |
| 2009年 | アイドルの夜明け           | AKB48チームB    | - AKB48研究生（2009年） - NMB48チームM（2012年・2017年） - AKB48チーム4（2014年） - JKT48チームJ（2019年） - AKB48チームB（2022年） - STU48（2025年） |
| 2009年 | 手をつなぎながら           | SKE48チームS    | - SKE48チームKII（2009年・2011年） - HKT48チームH（2011年） - AKB48チーム4（2013年・2018年） - SKE48チームE（2014年） - JKT48チームT（2015年） - HKT48チームTII（2016年） - SKE48（リバイバル、2019年・2022年） |
| 2009年 | 逆上がり                   | AKB48チームK    | - SKE48チームE（2012年） - NMB48チームBII（2014年） - JKT48チームKIII（2018年） - NGT48チームG（2018年） - AKB48チームK（2022年） - HKT48ひまわり組（2024年） |
| 2009年 | 誘惑のガーター             | SDN48           | - HKT48ひまわり組（2017年） |
| 2009年 | 制服の芽                   | SKE48チームS    | - SKE48研究生（2014年・2024年） - SKE48チームS（2014年） - HKT48チームKIV（2018年） - JKT48チームT（2019年） |
| 2010年 | RESET                      | AKB48チームK    | - AKB48研究生（2012年） - SKE48チームS（2013年） - NMB48チームM（2014年） - AKB48チームK（2014年・2018年） - HKT48チームH（2018年） - AKB48 Team TP（2020年） - AKB48（2025年） - SKE48チームE（2025年） |
| 2010年 | シアターの女神             | AKB48チームB    | - AKB48研究生（2010年） - SKE48チームKII（2013年・2025年） - HKT48チームKIV（2014年） - JKT48チームJ（2015年） - HKT48チームH（2016年） - AKB48チームB（2018年） - BNK48チームNV（2020年） - NGT48（2025年） |
| 2010年 | 目撃者                     | AKB48チームA    | - NMB48チームN（2017年） - AKB48チームA（2018年） - HKT48チームH（2023年） |
| 2011年 | ラムネの飲み方             | SKE48チームKII  | - SKE48チームKII（2014年） - JKT48チームKIII（2020年） - HKT48研究生（2024年） |
| 2013年 | ここにだって天使はいる     | NMB48チームN    | - NMB48カトレア組（2017年） - HKT48チームKIV（2023年） |
| 2016年 | M.T.に捧ぐ                 | AKB48チームA    | - |
| 2017年 | 誇りの丘                   | NGT48チームNIII | - |
| 2024年 | ここからだ                 | AKB48           | - |

## スタッフ
太字は現職を表す。
総合プロデューサー
秋元康
エグゼクティブプロデューサー
1. 窪田康志（元AKS代表取締役社長、 - 2017年）
2. 吉成夏子（AKS〈現・Vernalossom〉代表取締役社長、2017年 - ）

プロデューサー
秋元伸介（秋元康の実弟・Y&N Brothers）、磯野久美子（Y&N Brothers）、藤田浩幸（電通）、内村和樹（オサレカンパニー代表取締役、AKS執行役員）
過去のプロデューサー
細井孝宏、阿比留一彦（電通）、松村匠（AKS、元運営責任者・元取締役）、牧野彰宏
アシスタントプロデューサー
熊谷隆宏、木島森（電通）、上原匡弘（スタジオワンダーウォール）、松下大亮（電通）、北川謙二（ノース・リバー）、松本伸夫、洲﨑大樹、中根美里（Y&N Brothers）、徳永悠太（STU48プロデューサー）
過去のアシスタントプロデューサー
持田雄平（電通）、宮原健治、西前歩、浅野繁治（STU）
AKB48グループカスタマーセンター長
戸賀崎智信（2014年 - 2018年）
音楽ディレクター（レコーディングディレクター）
田中博信
AKB48グループ衣装総責任者 / クリエイティブディレクター
茅野しのぶ
AKB48グループ総支配人
1. 戸賀崎智信（2013年 - 2014年）
2. 茅野しのぶ（2014年 - 2017年4月）

劇場支配人
AKB48劇場支配人
1. 戸賀崎智信（2005年 - 2013年）
2. 湯浅洋（2013年 - 2015年）
3. 茅野しのぶ（2015年 - 2017年4月）
4. 細井孝宏（2017年4月 - 2019年3月7日） - 細井の退任後は空席

SKE48劇場支配人
1. 湯浅洋（2008年 - 2013年）
2. 芝智也（2013年 - 2017年）
3. 今村悦朗（2014年 - 2015年）
4. 湯浅洋（再任、2015年 - 2019年7月4日）
5. 斉藤真木子（メンバー兼務、2019年7月5日 - 2024年3月7日）。

NMB48劇場支配人
1. 金子剛（2010年 - ）

HKT48劇場支配人
1. 佐藤和也（2011年 - 2013年）
2. 尾崎充（2013年 - 2020年3月31日）
3. 指原莉乃（メンバー兼務、2013年4月28日 - 2019年4月28日）
  - 指原の在籍時はダブル支配人体制。

NGT48劇場支配人
1. 今村悦朗（2015年 - 2019年1月）
2. 早川麻依子（2019年1月14日 - 2020年3月31日）

NGT48劇場副支配人
1. 岡田剛（2019年1月14日 - 2020年3月31日 ）

STU48劇場支配人
1. 山本学（2017年 - 2020年7月31日）、指原莉乃（メンバー兼務、2017年2月 - 11月）

JKT48劇場支配人
1. 稲尾次郎（2011年 - 2017年）
2. メロディー・ヌランダニ・ラクサニ（メンバー兼務：2015年 - 2018年3月、ゼネラルマネージャー：2018年4月 - ）
3. 見城良

BNK48劇場支配人
1. Nataphol Pavaravadhana (Job)（2017年 - 2020年2月26日）
2. Saowanee Kanchanaolansiri (Pim)（2020年7月26日 - 2023年1月15日）
3. Cherprang Areekul (Cherprang)（2023年1月16日 - 2023年10月29日）
4. Pinyada Jungkanjana (Popper)（メンバー兼務、2025年6月2日 - ）

CGM48劇場支配人
1. 伊豆田莉奈（メンバー兼務、2019年 - 2024年）